# 近鐵特急史
近鐵特急史（日语：／）是指由近畿日本鐵道（近鐵）營運之優等列車的發展歷程，以及與國有鐵道（國鐵）、JR競爭之各路線與列車的演變。
有關現時近鐵特急列車概要，請參見「近鐵特急」；有關近鐵特急時間表之變更，請參見「1987年為止之近畿日本鐵道時間表的變更」和「1988年起之近畿日本鐵道時間表的變更」。

## 演變

### 近鐵成立前的優等列車（戰前）

#### 大阪電氣軌道創業
- 1914年（大正3年）4月 近鐵直系公司前身大阪電氣軌道（大軌）開設了該公司首條路線，連接上本町站至奈良站之間（即現時的近鐵奈良線）。在此路線開通前，官鐵關西本線於大阪至奈良之間的行車時間需要70分鐘。由於大軌使用生駒隧道（日语：生駒トンネル）作為捷徑連接大阪與奈良兩地，因此大軌的行車時間只需要55分鐘。

#### 參宮急行電鐵
- 1930年（昭和5年）12月20日 近鐵前身之一，大軌的子公司參宮急行電鐵（參急）於櫻井站至山田站（後來名為伊勢市站）之間暫定開業（即現時的近鐵大阪線和山田線）。該路線與已經開通的大軌櫻井線（上本町站至櫻井站之間。即現時近鐵大阪線的一部分）直通。使大阪至伊勢之間超越130公里的長途電氣化鐵路線完工。被稱為「日本第一之電車」2200系電動列車（日语：参宮急行電鉄2200系電車）以急行列車的身份只需要2小時45分鐘便走破整個路段。

相比起官鐵的後身鐵道省（省線），其關西本線和參宮線。若乘坐普通列車從湊町站（現時的JR難波站）前往山田站的話，需時為5小時，準急列車則需時3小時30分鐘。但隨著參急線開通需提速也好，所需時間也需要3小時（後述）。
- 1931年（昭和6年）3月17日 在伊勢一方的參急獨自總站宇治山田站啟用，參急線全線開通。
- 1932年（昭和7年）1月1日 大軌、參急線開設首個「特急電車」，行走上本町站至宇治山田站之間，需時2小時1分鐘。特急電車附上了列車愛稱「五十鈴」（日语：／）。當時的特急不需要另外徵收特急費用（日语：特別急行券），與其他列車一樣只需車票只可乘車。該特急列車特性與現時的阪急電鐵、阪神電氣鐵道一樣。
- 1932年（昭和7年）3月 從參急線的中途站參急中川站（後來名為伊勢中川站）分岐，連接至津站的津支線全線開通。使大軌、參急為了進入名古屋踏出了第一步。
- 1933年（昭和8年）4月 省線城東線（即現時的大阪環狀線）與大軌線交界處設置了鶴橋站。同年10月，該站成為了特急停車站，同時實施時間表修正，新設了1個特急往返班次，行走於上本町站至津站之間，中途於中川站與前往宇治山田站的列車結併。
- 1937年（昭和12年）
  - 5月24日 朝日新聞社的飛機神風號在東京至倫敦之間記錄飛行成功，飛行員返回日本，隨後飛行員前往伊勢神宮參拜。為此開設了臨時特急「神風」號，行走於上本町站至宇治山田站之間。在上本町於晚上10時出發，到達宇治山田時間為凌晨0時1分。
  - 5月25日 在當時4個往返行走於上本町站至宇治山田站的特急班次中，3個往返班次的愛稱改為「神風」，與前往津站結併的班次名為「五十鈴」。

#### 伊勢電氣鐵道
在參急開通的同一年。於1930年（昭和5年）12月，伊勢電氣鐵道（伊勢電）連接桑名站至大神宮前站（在伊勢神宮外宮附近建造的總站）之間約83公里全線開通（即為現時近鐵名古屋線的一部分）。
加上參急和鐵道省參宮線，津至伊勢之間的鐵路服務共有三間企業進行競爭。後來伊勢電與參急合併後，舊伊勢電線的競爭部分分階段於1942年（昭和17年）和1961年（昭和36年）廢除。
- 1935年（昭和10年）12月 開設行走於桑名站至大神宮前站之間的特急「初日」和「神路（」，使用高馬力列車MoHaNi231形、KuHa471形（日语：伊勢電気鉄道モハニ231形電車），該區間行車需時1小時25分鐘。
- 1936年（昭和11年）9月 由於伊勢電業績不佳，便與參急合併。伊勢電的本線變成了參急名古屋伊勢本線。特急繼續營運。

#### 關西急行電鐵
- 1938年（昭和13年）6月 參急子公司關西急行電鐵（關急電）桑名站至關急名古屋站（後來名為近鐵名古屋站）之間開通。使名古屋至大阪的路線由大軌、參急、關急電各公司連接起來。當時雖然需要在江戶橋站轉乘列車，名古屋至大阪之間的乘坐優等列車的時間比省線（東海道本線）的急行列車之乘車時間快，只需要3小時15分鐘（需要轉乘的原因是舊伊勢電路線的軌距與國鐵一樣是1,067毫米（狹軌），舊大軌、參急路線則為1,435毫米（標準軌），因此不可以直通運輸）。另外，隨著名古屋站至大神宮前站之間的特急列車使用新款的1型電動列車（日语：関西急行電鉄1型電車），全線的特急乘車時間縮減至不到2小時。

### 戰時體制和近畿日本鐵道成立
- 1938年（昭和13年）12月 大軌、參急、關急電所有路線取消「特急」班次，整合至急行電車。這些急行列車沒有把速度降低，而是透過提速和加班以提升服務質素。同時在同一個月，關於大阪至名古屋之間的中途轉乘車站，隨著由於江戶橋站至中川站之間的軌距由標準軌轉為狹軌，因此轉乘站由江戶橋站變更為中川站。當時於參急中川站轉乘急行電車，關急名古屋站至上本町站之間的乘車時間與省線（關西本線）的準急列車乘車時間差不多，需時3小時1分鐘。成為戰前最快紀錄。
- 1940年（昭和15年）1月 關急電與參急合併。

當年為「皇紀二千六百年」，當年前往大軌、參急沿線的熱田神宮、伊勢神宮、橿原神宮等的參拜客急增，因此兩間公司各個路線都增加急行電車班次。另外，大阪鐵道（大鐵）所營運的路線（即是現時近鐵南大阪線）中，由於沿線鄰近有橿原神宮，因此該時期該公司也設有特急電車班次。
- 1941年（昭和16年）3月 大軌與參急合併，成為關西急行鐵道（關急）。
- 1943年（昭和18年）2月 關急與大鐵合併。
- 1944年（昭和19年）
  - 6月 關急與南海鐵道（即現時的南海電氣鐵道和阪堺電氣軌道）合併，近畿日本鐵道（近鐵）成立。
  - 10月 由於戰況惡化，廢除所有急行和準急電車。

### 開設收費特急和愛稱
- 1946年（昭和21年）3月 急行、準急電車重開。

- 1947年（昭和22年）
  - 6月 近鐵把舊南海鐵道路線分離至南海電氣鐵道。
  - 10月8日 開設名阪直通特急，行走於大阪線上本町站至伊勢中川站和名古屋線伊勢中川站至近畿日本名古屋站（後來改名為近鐵名古屋站）之間，中途於伊勢中川站轉乘。成為國鐵、私鐵於戰後首個重開的特急列車。而列車的特急費用收取方式是座位定員制（與現時的Home Liner相近）。在新聞廣告上刊登了「坐下特急」。當時少有地號稱為「絕對可以坐下的列車」。

隨後，東武鐵道的日光特急（1948年8月）、小田急電鐵的小田原特急（1948年10月）和日本國有鐵道（國鐵）特急「平和」（1949年9月），均成為了日本戰後首批收費特急列車。
當時由於在戰災破壞下，各公司許多車輛的狀態惡劣。在一些車窗被破壞的惡劣車輛中，使用一些狀態較好的車輛來行走。而由於車輛不足，這些車廂內都非常擠擁，十分難以取得座位。在這個情況下，「坐下特急」作為賣點的效用便十分有效，但是乘坐全線的所需時間需要4小時以上，車內設備也不夠完善。加上在當時車輛、設備受損和列車運行混亂下營運特急服務，當時的GHQ/SCAP強烈提出「應優先處理在來列車」，近鐵便把這些特急列車的特急費用在名義上定為「座位指定費用」。而公司內外也有許多反對意見，認為特急列車的營運能夠給在戰敗後意氣消沈的沿線人們，以及近鐵職員帶來希望。此外，大阪線特急得到運輸省的許可，把最高速度提升至每小時110公里，領先其他公司。
  - 12月 在特急班次中，行走於上本町站至伊勢中川站之間的列車名為「鈴鹿」（翌年12月，日文寫法改為），行走於伊勢中川站至名古屋站之間的列車名為「葛城」。
- 1948年（昭和23年）
  - 1月 「鈴鹿」臨時延長至宇治山田站。
  - 7月18日 「鈴鹿」正式延長至宇治山田站，變成行走於上本町站至宇治山田站之間。而在時間表上，「葛城」列車可於伊勢中川站轉乘「鈴鹿」列車前往大阪方向和伊勢方向。上本町站至宇治山田站之間的所需時間為2小時40分鐘。開始在特急列車進行車內販賣服務。
- 1949年（昭和24年）
  - 6月25日 特急列車由座位定員制變為座位指定制。
  - 8月 上本町站至名古屋站（名阪）之間的所需時間縮短至3小時25分鐘，上本町站至宇治山田站（阪伊）之間的所需時間縮短至2小時30分鐘。
- 1950年（昭和25年）9月 名阪之間的所需時間縮短至3小時5分鐘，阪伊的所需時間縮短至2小時9分鐘。
- 1951年（昭和26年）
  - 1月 南大阪線開設不需特急費用的臨時特急「橿原」，行走於大阪阿部野橋站至橿原神宮站站（「站站」為正名，即現時的橿原神宮前站）之間。同年的櫻花季節開設臨時特急「櫻」，行走於南大阪線大阪阿部野橋站至吉野線吉野站之間。
  - 11月1日 特急列車開始提供蒸熱的濕毛巾服務。
- 1952年（昭和27年）3月 上本町站至宇治山田站之間共有5個特急往返班次，伊勢中川站至名古屋站之間共有4個特急往返班次。上午從上本町、名古屋站出發的列車名稱分別名為「鈴鹿」、「葛城」。下午出發的列車名稱定為「熱田」和「浪速」。不可轉乘名古屋線，行走於上本町站至宇治山田站之間的1個往返特急班次名為「五十鈴」。當時名阪之間的所需時間為2小時55分鐘，阪伊之間的所需時間為2小時1分鐘，名阪之間的行車時間回到戰前水平。
- 1953年（昭和28年）4月 廢除使用「五十鈴」名稱。上本町站至宇治山田站之間，以及伊勢中川站至名古屋站之間兩個特急列車班次均增加至6個往返班次。為了準備神宮式年遷宮，特急專用的新車2250系（日语：近鉄2250系電車）、6421系（日语：近鉄6421系電車）投入服務。
- 1955年（昭和30年）1月 上本町站至宇治山田站之間，以及伊勢中川站至名古屋站之間兩個特急列車班次均增加至7個往返班次。新設新的愛稱「尾張」、「飛鳥」（上本町出發的列車名稱為「尾張」、名古屋出發的列車名稱為「飛鳥」，各3班）。

另外，上本町站出發的最後一班特急班次名稱為「尾張」，而「尾張」的日文發音與「最終」的日文發音都是相同。
- 1956年（昭和31年）12月8日 上本町站至布施站之間四線化完成，大阪線與奈良線的列車完全分離。

同月21日起，於前年在奈良線投入服務的新車800系電動列車開始行走不用特急費用之特急班次，行走於上本町站至奈良站之間。
在此之前，上本町站至布施站之間的路軌是大阪線和奈良線共用的。奈良線前身大阪電氣軌道在路線開通以來，路線的電壓一直在直流600伏特，對於大阪線直流1,500伏特來說，削弱了大阪線車輛的速度和加速性能。列車的最高速度只可在約每小時50公里，為了離補加速力不足，大阪線的普通電車會通過鶴橋站至布施站之間的中途站今里。另外，隨著戰後復興而客量急劇增加，線路容量已達到極限。為了增強運輸能力和提速，因而把上述路段四線化。
另外，名古屋線於四日市站至川原町站之間設有一個名為善光寺彎的急彎，其半徑只有100米。隨著走線進行大修改，四日市站需進行遷移（從國鐵四日市站遷移至現時的近鐵四日市站），該工程於同年9月完成。使名阪之間特急的所需時間縮短至2小時35分鐘，阪伊之間的所需時間縮短至1小時54分鐘。
在當時的特急停車站中，上本町站至宇治山田站之間只停靠鶴橋站（只限前往上本町）、伊勢中川站和山田站（只限前往宇治山田，即現時的伊勢市站），伊勢中川站至名古屋站之間不停站。
- 1957年（昭和32年）
  - 6月21日 大阪線、名古屋線的特急車廂內加設空氣調節。
  - 10月1日 大阪線的特急車廂內設置公共電話，只於上本町站至伊勢中川站之間提供服務（於1975年廢除）。
  - 12月25日 特急車廂內座位提供收音機服務（於1966年廢除）。
- 1958年（昭和33年）7月11日 特急列車10000系電動列車（日语：近鉄10000系電車）開始投入服務，該列車被名為（第一代）「Vista Car（日语：ビスタカー）」。
- 1959年（昭和34年）8月 南大阪線開設快速「羚羊」，行走於大阪阿部野橋站至吉野站之間。列車使用舊伊勢電MoHaNi231形進行大改裝後的Mo5820形，以4輛編成行走。

### 開始名阪直通運輸至新幹線開通前
- 1959年（昭和34年）

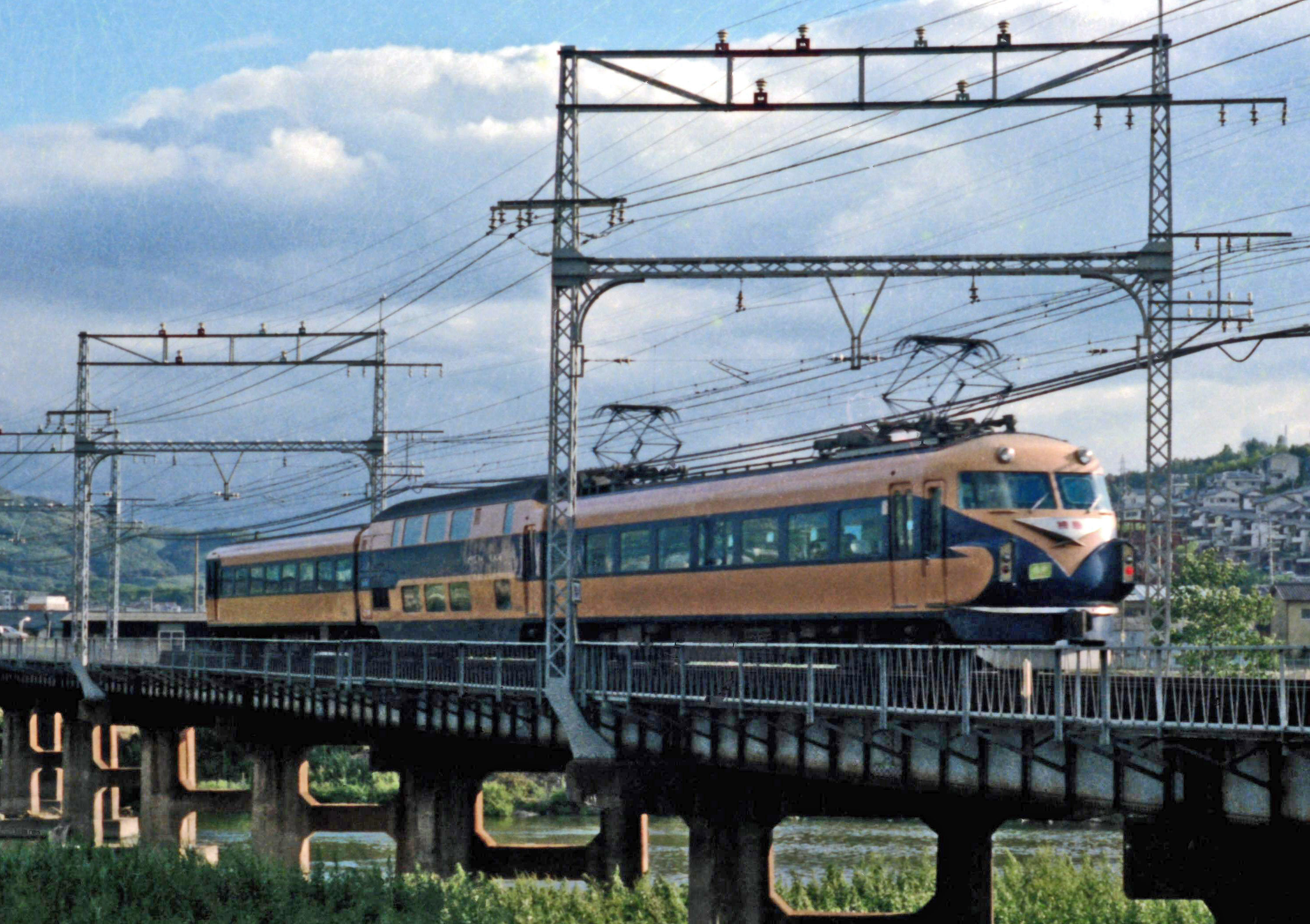
10100系「Vista Car」

  - 9月26日 「伊勢灣颱風」吹襲日本中部和東海地方。名古屋線在愛知縣內差不多整個路段和在該處的車輛均被水淹浸。特別在桑名站至近畿日本蟹江站之間，有約2個月時間都是被水淹沒。

原本為了名阪之間直通（不需要轉乘列車），名古屋線決定把距軌由1,067毫米改至1,435毫米。目標在1960年（昭和35年）2月完成，同年1月起預計開始動工。同時由於進行雙線化工程，木曾川橋樑、揖斐·長良川橋樑基本上沒有受損情況（木曾川橋樑的竣工日是伊勢灣颱風到達日本前的上午）。當時佐伯勇（日语：佐伯勇）社長指示在此之前完工，而復修工程與改軌距工程在颱風吹襲後繼續進行。同年11月27日，改軌距工程完成。使列車可直通運輸，往來名古屋至大阪、伊勢之間。
  - 12月12日 近畿日本名古屋站至上本町站之間的直通特急（「名阪特急」）開始投入服務（列車在伊勢中川站折返）。同時10100系電動列車（日语：近鉄10100系電車）開始投入服務，該列車被稱為（第二代）「Vista Car」。名阪之間的所需時間縮短至2小時27分鐘（前往近畿日本名古屋）和2小時30分鐘（前往上本町）。
- 1960年（昭和35年）
  - 1月20日 在名阪特急穩定地營運下，實施時間表修正。名阪之間不停站特急（被稱為Non-Stop特急。但是實際上，由於列車在伊勢中川站改變行車方向而需要運輸停車）共有9個往返班次。同時新設一個新的特急系統，名為「準特急」，名阪之間設有1個往返班次，阪伊之間設有5個往返班次，近畿日本名古屋站 - 宇治山田站（名伊）之間（新設的特急路線）設有5個往返班次。準特急只停靠主要車站，包括鶴橋站、大和八木站、伊勢中川站、津站、近畿日本四日市站、桑名站、松阪站和伊勢市站（只限前往宇治山田的班次）。為此，「葛城」、「尾張」等列車愛稱被廢除[1]。
  - 2月 「羚羊」升級至不定期收費特急。
  - 3月26日 特急座位預約系統的專用機器開始投入運作。當時還未有可發票的（與可連線的）終端機，而票上只顯示可確保有座位的車廂編號。
  - 6月15日 不再分準特急和特急兩個列車類別，統一名為「特急」[2]。一直以來，近鐵內部會把「準特急」稱為「乙特急」，「Non-Stop特急」稱為「甲特急」。
- 1961年（昭和36年）
  - 3月29日 伊勢中川站於大阪、名古屋各一方的約500米處設置分支點，兩分支點以聯絡線（名為中川短絡線）連接起來，以便大阪線至名古屋線之間不停站列車可省卻停站轉變行車方向的時間（折返運輸）。當時只有名阪甲特急使用該線。
  - 4月25日 隨著大阪環狀線啟用，所有特急列車停靠鶴橋站[3]。
  - 9月21日 當年10月，國鐵實施白紙時間表修正（3·6·10（日语：サンロクトオ））。近鐵為了應對該修正，於國鐵實施日十天前，近鐵也實施時間表修正。在修正中，名阪甲特急的所需時間為2小時18分，國鐵在實施時間表修正後，近鐵甲特急的所需時間拋離準急列車和急行列車，迫近特急列車「回聲」號和「燕」、「鳩」號的行車時間（2小時14分）。而名阪甲特急除了部分時段後，均為1小時1班。另外，特急「羚羊」降回快速列車，不需要特急費用[4]（當時的停車站包括橿原神宮站、壺阪山站、吉野口站、下市口站、大和上市站和吉野神宮站）。
- 1963年（昭和38年）
  - 3月21日 實施時間表變更，名阪乙特急使用中川短絡線（在此以後，特急車輛的車頭方向定位由原來的以山田線作為基準變為以名古屋線作為基準）。
  - 9月21日 在當時起實施3年來首次白紙（時間表）修正。大阪線進一步雙線化，名阪之間的甲特急所需時間縮短至2小時13分（鶴橋站至名古屋站之間為2小時10分），時間上已經追過國鐵的特急列車。另外增加2個往返班次，使整個營運時段的班次為每小時1班。

在當年名阪之間的客運服務佔有率中，近鐵與國鐵成七三比，近鐵取得較多的乘客青睞。
  - 10月1日 現時近鐵京都線的前身奈良電氣鐵道（日语：奈良電気鉄道）（奈良電）與近鐵合併。

奈良電在1928年（昭和3年）11月，京都站至大和西大寺站之間全線開通後。在1954年（昭和29年）10月起開設了不需要特急費用的「特急」班次，行走於京都站至近畿日本奈良站（現時：近鐵奈良站）之間，當中駛入了近鐵線路段。在當年1月起，開設了行走於京都站至橿原神宮站站之間的「特急」班次（參見奈良電氣鐵道#特急電車（日语：奈良電気鉄道#特急電車））。這些特急在合併後仍然繼續運作[2]。

### 東海道新幹線的開通與特急的轉機

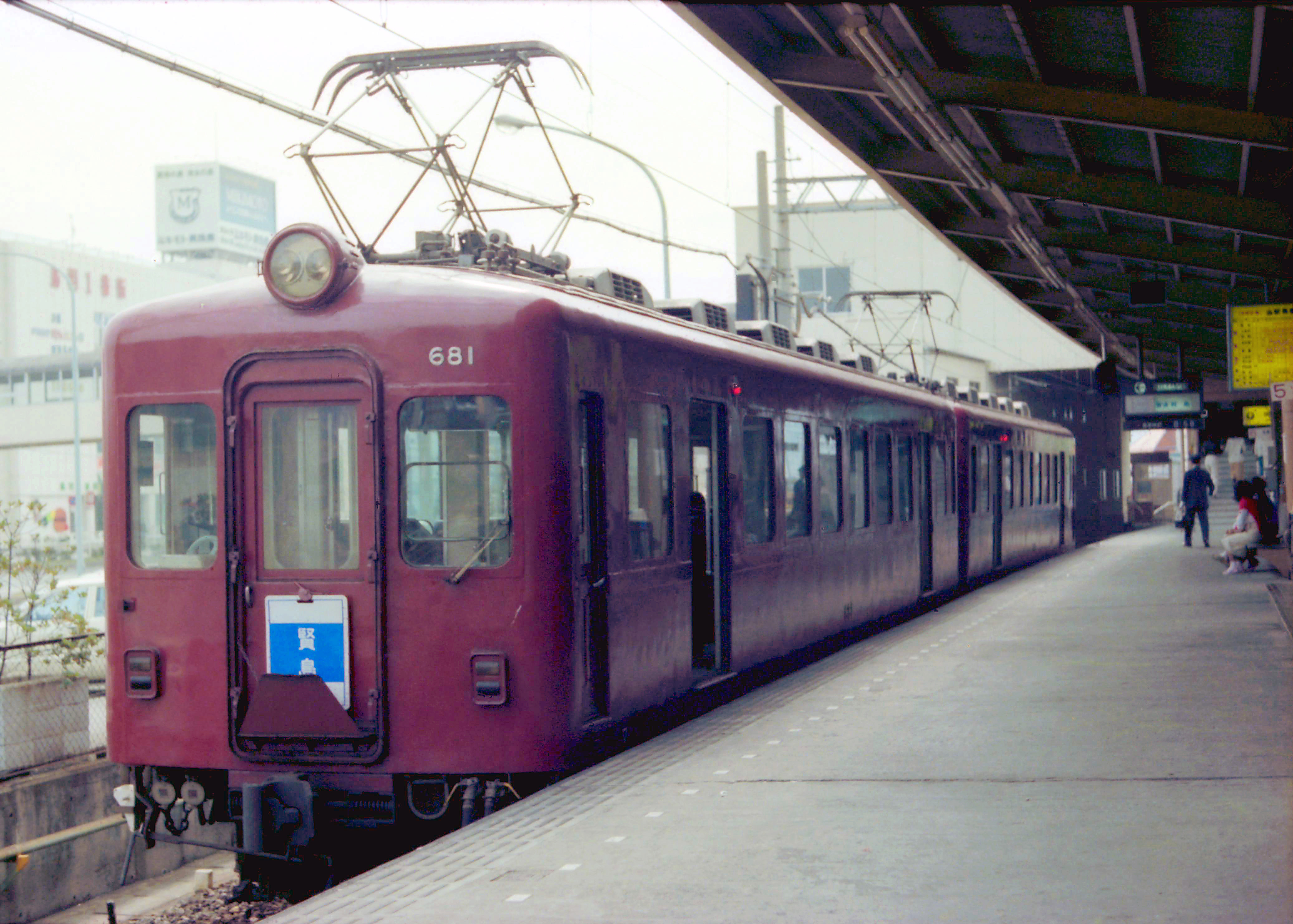
京橿特急使用680系（圖中的列車已降級為一般列車）

- 1964年（昭和39年）
  - 10月1日 東海道新幹線開通。

「光」於名阪之間的行車時間只需1小時31分（翌年11月進一步縮短至1小時8分）。名阪甲特急不能夠以速度取勝，自此便開始急速衰退。另一方面，近鐵改變了策略。隨著新幹線的開通，東京 - 名古屋 - 京都 - 大阪之間的所需時間大幅縮短，為了運送觀光客往返新幹線車站至各處觀光勝地（例如伊勢志摩、奈良、吉野），近鐵特急於各線增加了不同種類。
就在新幹線開通後不久舉行的1964年夏季奧林匹克運動會，許多外國遊客到訪日本，為了吸引遊客前往奈良縣內觀光，便開設了「京橿特急」（京都特急），共有6個往返班次，當中該特急原本是不需要特急費用，當日起變為需要收取特急費用，該特急行走於京都線京都站至橿原線橿原神宮站之間。車輛方面，使用了經過改裝的前奈良電列車（日语：近鉄680系電車）。另外，該特急可於橿原線和大阪線轉乘站大和八木站轉乘「阪伊乙特急」，以方便乘客從京都前往伊勢志摩方向。但是在當時，國鐵也開設了準急列車「鳥羽」，在不需要轉乘連接京都和伊勢志摩兩地，詳情參見#與近鐵線並行的國鉄、JR線之優等列車等。
  - 12月1日 開設「京奈特急」，行走於京都站至奈良站之間，共有5個往返班次。
- 1965年（昭和40年）
  - 3月18日 開設需要特急費用的「吉野特急」，行走於南大阪線大阪阿部野橋站至吉野線吉野站之間，共有6個往返班次。當時也廢除了快速「羚羊」。停車站包括橿原神宮駅站、下市口站、大和上市站和吉野神宮站。部分「名阪乙特急」和「阪伊乙特急」班次開始停靠名張站或榊原溫泉口站（同日從佐田站改名為榊原溫泉口站）。另外，吉野特急與京橿特急班次在時間上配合下，乘客可於橿原神宮前站相互轉乘。京奈特急增加1個往返班次。
  - 7月15日 為了吸引遊客前往湯之山溫泉（日语：湯の山温泉 (三重県)）和御在所岳（日语：御在所岳）等觀光勝地，新設了「湯の山特急」，行走於上本町站至湯之山站（後來名為湯之山溫泉站）之間（2個往返班次）和名古屋站至湯之山站之間（2個往返班次）。但是原本近鐵湯之山線的軌距為762毫米（狹軌、輕便鐵路），因此於1964年（昭和39年）3月與其他路線一同改變軌距至1,435毫米（標準軌）。3個往返班次的「名阪乙特急」中，2個往返班次變為「湯之山特急」，1個往返班次變為「阪伊乙特急」和「名伊乙特急」。「湯之山特急」停靠榊原溫泉口站。「名阪乙特急」一度被消失（直至1967年5月）。
  - 10月1日 新設「名伊甲特急」（宇治山田方向的班次只停靠伊勢市站）[5]。

- 1966年（昭和41年）

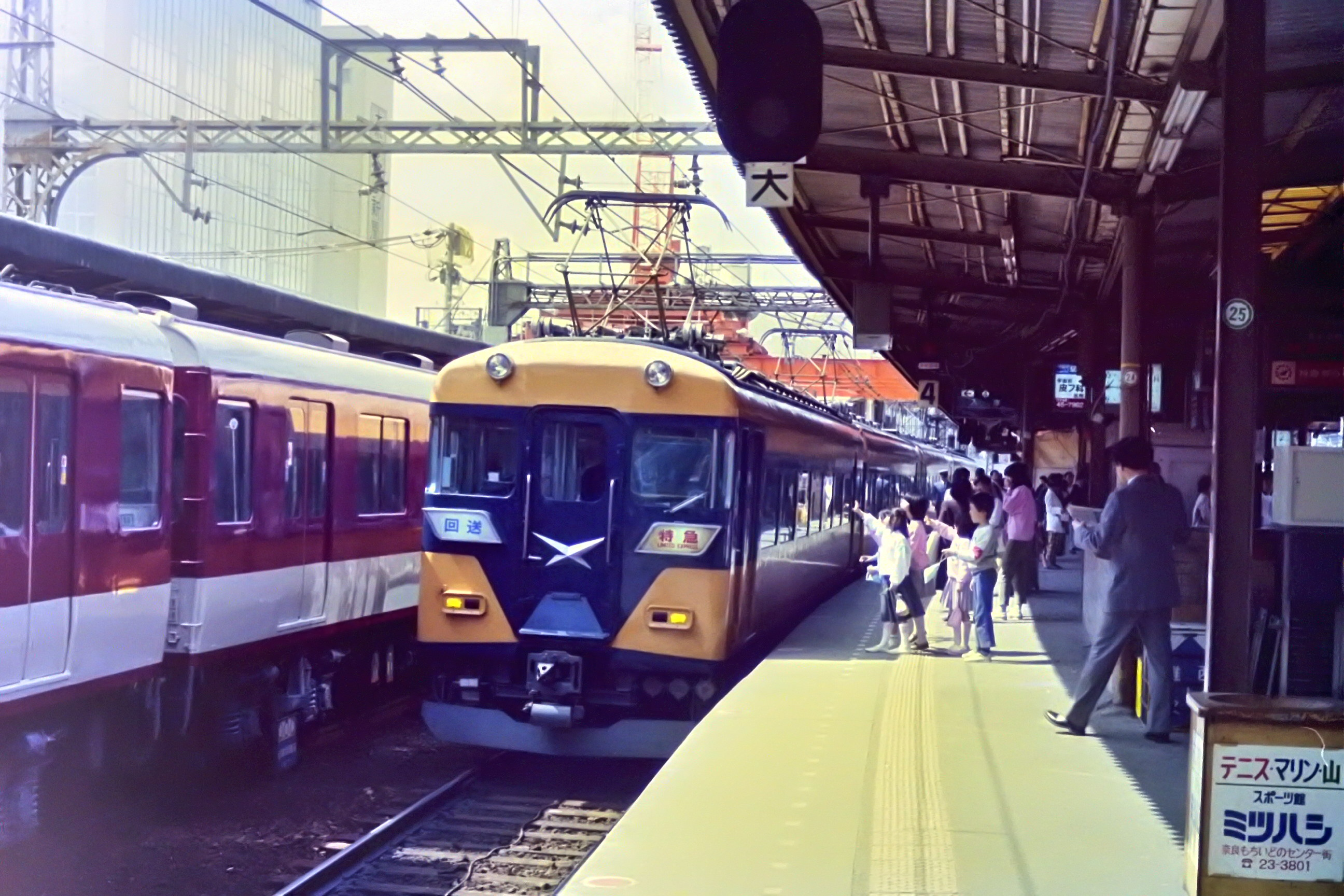
18200系

  - 1月20日 特急費用制度由三角收費表變為距離制。同時引入轉乘費用制度（日语：乗り継ぎ料金制度）。在同一車站30分內，由一班特急列車轉乘另一班特急列車下，特急費用可以一程計算。
  - 12月20日 新設「京伊特急」，行走於京都站至宇治山田站之間，共有2個往返班次。成為近鐵首條直通路線連接京都和伊勢。可是，由於當時京都線、橿原線的電壓為直流600伏特，大阪線、山田線的電壓則為直流1,500伏特，兩者之間的架空電纜以及車輛斷面界限（日语：車両限界）不同。因此需要一架可支援兩種電壓的車輛，使製造了新車18200系電動列車（日语：近鉄18200系電車）。此外，由於當時在大和八木站附近的路軌配置關係，從京都出發的列車到達大和八木站橿原線月台後需要繼續向前進發前往八木西口站，於八木西口站運輸停車並折返，隨後進入八木站範圍後再次折返，最後進入大和八木站大阪線月台（前往京都方向的列車則為相反操作）。京伊特急的停車站包括大和西大寺站、大和八木站、伊勢中川站、松阪站和伊勢市站（只限前往宇治山田的班次）。
- 1967年（昭和42年）
  - 6月1日 夜間的「名阪甲特急」變更為「名阪乙特急」，使「名阪乙特急」復活。當時10100系第3編成開始於車內試驗提供車內電視服務（後來變成永久服務）。
  - 12月20日 橿原線新之口站至大阪線大和八木站之間的短絡線建成。「京伊特急」開始使用該線，不需要上述提及需要兩次折返操作。另外12000系電動列車（日语：近鉄12000系電車）開始投入服務，其特點是設有名為「小食車」的車廂（餐車），該車廂提供輕食服務。該車輛在「名阪甲特急」等較衰弱的特急路線中服務。而部分10100系「Vista Caar」也加設了小食角（在當年名阪之間的客運服務佔有率中，近鐵與國鐵成二八比（實際百分比為19%），與上節提及的七三比形成重大對比）。另外在「湯之山特急」中，上本町站至近畿日本四日市站與近畿日本四日市站至近畿日本名古屋站區間會與「名阪乙特急」、「京伊特急」與「阪伊乙特急」結併運輸。「阪伊甲特急」改為只於週末行走（停車站包括鶴橋站和伊勢市站）[5]。「阪伊乙特急」部分列車開始停靠伊賀神戶站，「名伊乙特急」部分列車開始停靠白子站。在伊勢市站方面，原本只有前往宇治山田的特急列車停靠該站作為落車站，當天起從宇治山田出發的特急列車也停靠該站。

### 大阪萬博與難波線、鳥羽線的開通

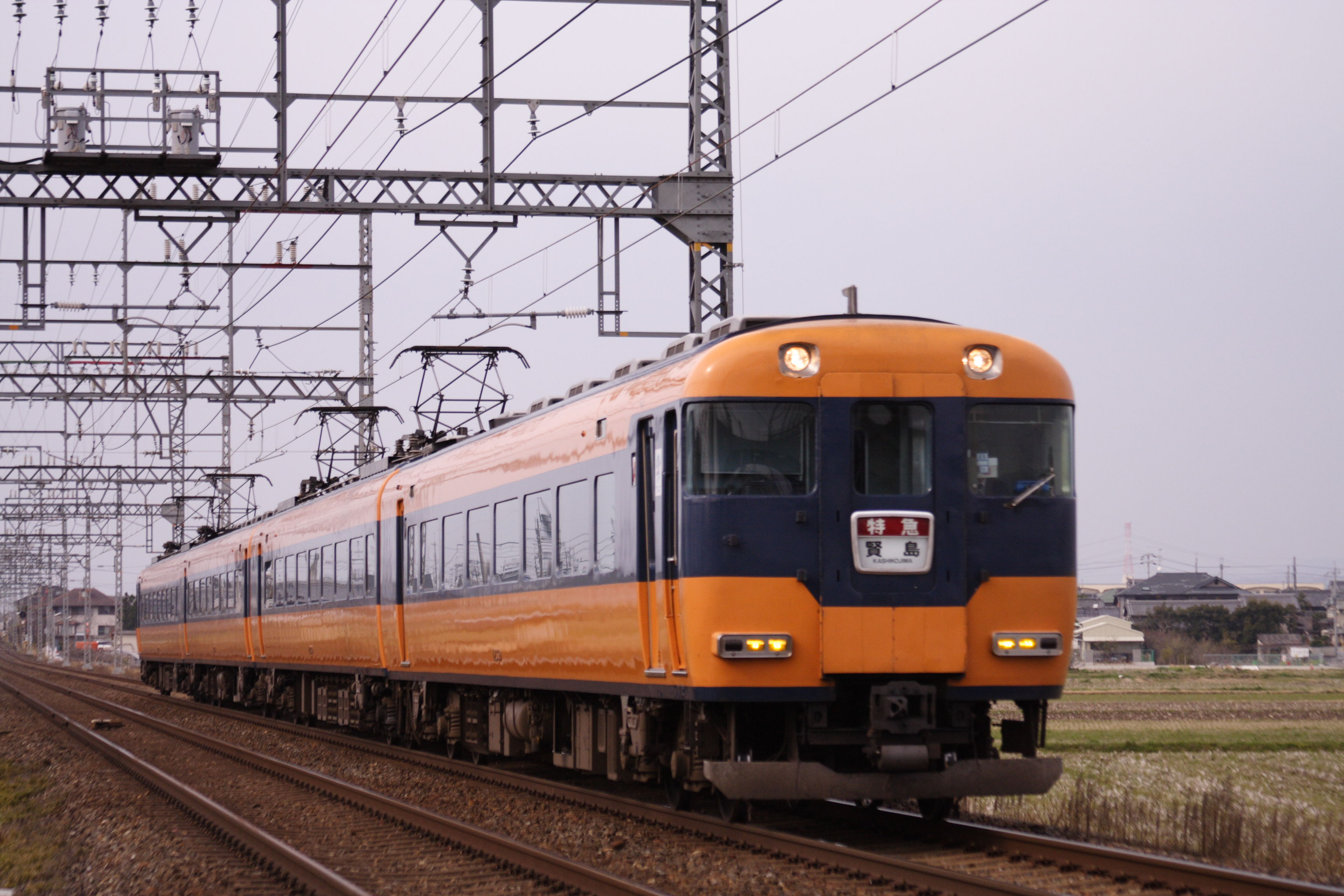
12200系「小食車」

- 1970年（昭和45年）
在該年的3月15日至9月13日之間，於大阪府吹田市舉行日本萬國博覽會（大阪萬博・EXPO'70）。近鐵為了吸引萬博遊客前往奈良、吉野、伊勢志摩等觀光勝地。近鐵於萬博舉行前年起積極地實行一些措施以提升吸引力，包括了引入新車、開設新路線、架空電纜升壓和增加特急班次。

- 1969年（昭和44年）
  - 9月21日 奈良線、京都線和橿原線架空電纜升壓，由原來的直流600伏特提升至與大阪線等路線相同規格的直流1,500伏特。但是，橿原線的路軌中心間距、車輛斷面界限、建築斷面界限擴展工程進展不順利，這是由於當地於工程範圍內的考古挖掘調査需要較長時間，因此不能夠配合萬博開幕前完工（實際完工日期是1973年9月20日）。另外，近鐵增備被稱為「小食車」的12200系（日语：近鉄12200系電車）（量產車），由於車輛斷面界限問題，因此該列車只能在大阪、名古屋線上行走，不可於京都、橿原線上行走。但為了準備接待大量旅客，便以12200系為基準，引入了車身較窄一些，被稱為「迷你小食車」的18400系（日语：近鉄18400系電車#概要）。
  - 12月9日 從大軌開通一直存在的奈良線油阪站（日语：油阪駅）（當日廢除。由新大宮站取代）至奈良站之間區間，於當天起該路段地下化，不再與路面共用，奈良站也變為地底車站。此工程有助奈良線列車提速。
  - 12月15日 近鐵鳥羽線宇治山田站至五十鈴川站之間開通。在同日時間表修正中，上本町至五十鈴川之間的特急班次均使用8卡編成列車。部分於宇治山田到發的特急列車延長至五十鈴川。
- 1970年（昭和45年）
  - 3月1日 鳥羽線全線開通，同時近鐵志摩線的軌距由1,067毫米（狹軌）改為與其他近鐵線一樣的1,435毫米（標準軌）。當日實施暫定時間表。開設特急班次來往上本町、京都、近鐵奈良（新特急系統，名為「奈伊特急」）、近鐵名古屋站至賢島站之間[6]。

關於志摩線，是在鐵道省參宮線於1911年（明治44年）7月延長至鳥羽站後，為了運送貨物和旅客前往鳥羽更遠的志摩半島，「志摩電氣鐵道」（志摩電）這間公司於1929年（昭和4年）7月，開設了鳥羽站至賢島站之間的鐵路線（貨運與客運服務）和賢島站至真珠港站（日语：真珠港駅）（在改軌距同日廢除，車站位於賢島站後方約300米處，為一座貨運車站）之間的鐵路線（貨運服務）。由於當時該鐵路線的貨運列車會進出鐵道省（與後來國鐵）的參宮線，因此軌距需要配合參宮線，都是1,067毫米（狹軌）。後來志摩電於1940年（昭和15年）併入至參急旗下公司。在1944年（昭和19年），三重縣內中小型私鐵公司一同整合，成為三重交通的路線。在1964年（昭和39年），該路線分離三重交通，成為三重電氣鐵道的路線。在1965年（昭和40年）4月，與近鐵合併，成為近鐵志摩線。在鳥羽線開通前為一條近鐵的「孤立路線」，未有連接近鐵其他鐵路線。
近鐵為了促進伊勢志摩的觀光發展，於當時近鐵線總站宇治山田站的1號月台旁改建為巴士站。在1961年（昭和36年）4月，當近鐵特急列車到達車站後，乘客可於巴士站轉乘三重急行（日语：三重急行）（由三重交通和近鐵共同出資的公司）特急巴士前往賢島。但是為了在國鐵參宮線競爭下取勝，近鐵認為需要直接把特急列車駛往鳥羽、賢島方向。最後在1968年（昭和43年）5月開始建造鳥羽線。而志摩線也進行改軌距工程，從1969年（昭和44年）12月起暫停服務，使用巴士替代運輸。
  - 3月15日 近鐵難波線全線開通，使近鐵列車可駛入大阪市區南部繁華地區難波的近鐵難波站（在此以前，上本町站至難波站之間的移動時間為30分鐘，在鐵路線建成後的移動時間只需3分鐘）。

建造鐵路線進入難波地區是在大軌創業時已經存在，當時大阪市認為「市區範圍的交通應該由大阪市統一營運」（當時通稱「市營門羅主義（日语：市営モンロー主義）」），因此一直沒有建造。
  - 3月21日 上述提及，隨著難波線、鳥羽線啟用，以及志摩線改軌距，實施了時間表修正。所有「名阪甲特急」，部分「名阪乙特急」、「阪伊甲特急」、「阪伊乙特急」列車駛入至難波站。同時，「阪伊甲特急」和「名伊甲特急」附上「珍珠」這個愛稱。是自從「葛城」和「尾張」等名稱停用後約10年，再次設有列車愛稱[7]。同時引入通用機（大型電腦），特急座席預約系統開始運作（除了使用10000系行走的列車班次外）。當時，終端機也開始設有出票功能。另外，部分「吉野特急」班次開始停靠高田市站。「阪伊甲特急」和「名伊甲特急」通過伊勢市站。

### 萬博以後與特急網絡之完成
- 1971年（昭和46年）

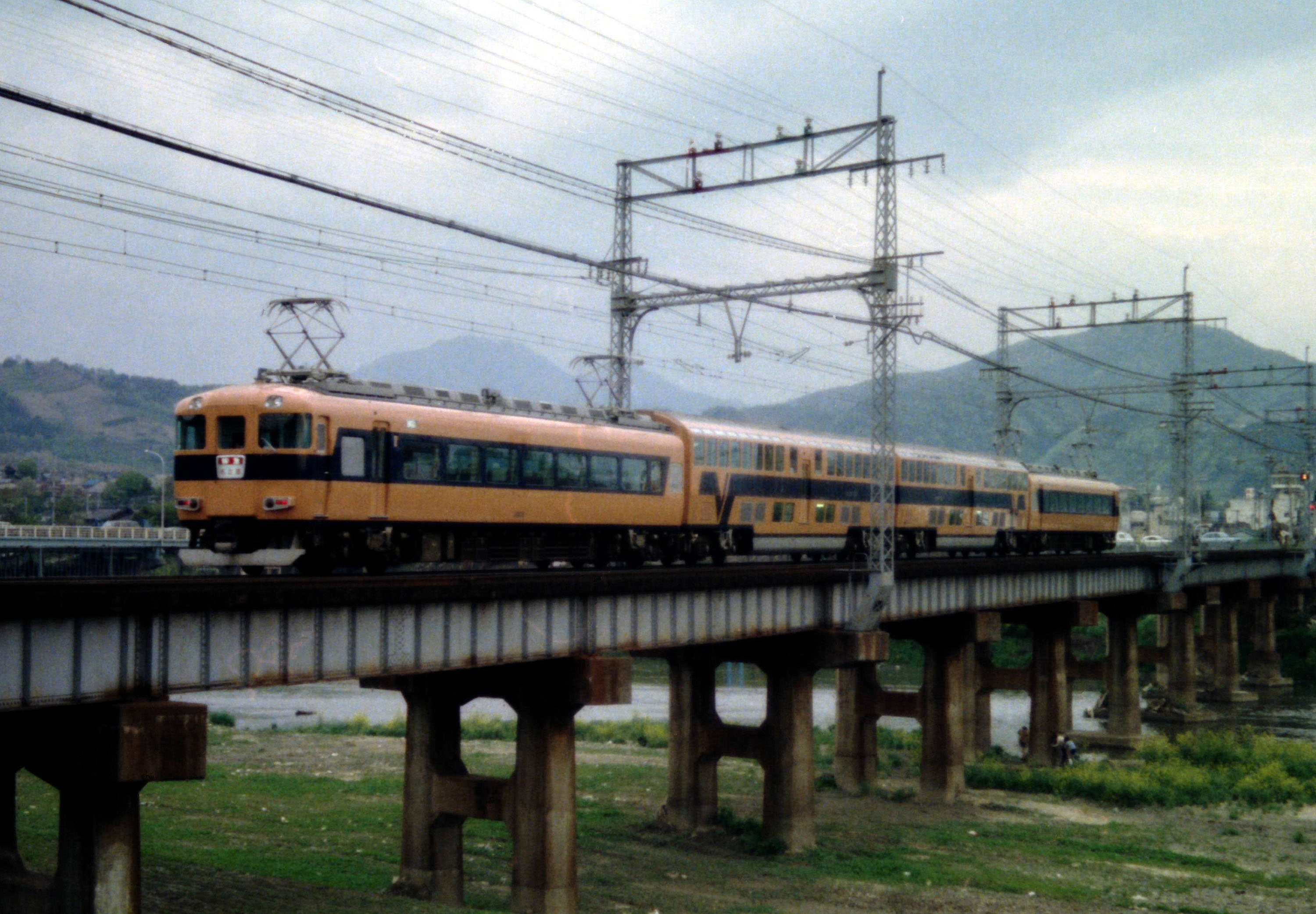
30000系「Vista Car 三世」。

  - 5月 第一代「Vista Car」10000系電動列車退役。由於該列車擁有強烈的試驗性質，因此不能夠對應當時的特急座位預約系統，並新建了12200系以取代10000系。10000系只使用了13年後便退役下來[8]。
  - 10月25日 兩列特急列車在大阪線垣內信號所附近正面相撞，造成25人死超過220人重輕傷（參見近鐵大阪線列車相撞事故（日语：近鉄大阪線列車衝突事故））。意外發生後造成了一個契機，提早把大阪線全線雙線化。
  - 12月8日 由於進行近鐵四日市站車站高架化工程，「湯之山特急」暫停直通至上本町站和名古屋站，只於湯之山線內行走。
- 1972年（昭和47年）11月7日 在1956年開始營運的奈良線不用特急費用之「特急」（難波站至奈良站之間）（當時）增加兩個停車站，並改變列車類別為「快速急行」（但是直至1976年3月18日時間表修正前，只有早上繁忙時間從大和西大寺站出發的快速急行列車，其停車站與特急相同）。奈良站至賢島站之間的特急被廢除（變為「京伊特急」）。「京奈特急」開設三班單向班次，只於京都線內行走（從大和西大寺站前往京都站）。名古屋線全線雙線化工程完成（中川短絡線雲出川分支至伊勢中川站之間雙線化）。
- 1973年（昭和48年）
  - 3月1日 開設行走於難波站至京都站之間的特急系統，名為「阪京特急」，共有3個往返班次。使奈良線布施站至大和西大寺站之間首次設有收費特急列車行駛。另一方面，「京奈特急」只於京都線內行走的班次一度廢除（這些班次均延長至從近鐵奈良站出發）。
  - 7月 「阪伊乙特急」、「京伊特急」兩列車的結併區間中，大和八木站至鳥羽站之間的最長車廂數目增至10卡編成（只限部分列車）。另外，部分名古屋線內的特急列車以8卡編成。
  - 9月21日 開設行走於難波站至奈良站之間的收費特急，名為「阪奈特急」，共有4個往返班次。同時，橿原線的橿原線的路軌中心間距、車輛斷面界限、建築斷面界限擴展工程完成，京都線、橿原線特急班次可使用所有特急車輛（「吉野特急」車輛除外）。
- 1974年（昭和49年）
  - 7月20日 車費進行改訂，車費制度由區間制變為與特急費用同樣的公里制。特急費用同樣進行修正。
  - 9月20日 「湯之山特急」再次直通至上本町站和名古屋站。
- 1975年（昭和50年）
  - 4月　隨著山陽新幹線延伸至博多。為了吸引來自西日本的觀光客，由近鐵獨家提供的旅遊節目「珍珠之小箱（日语：真珠の小箱）」（2004年3月播映完畢）開始在東海道·山陽新幹線沿線日本新聞網播映。在節目開始和結束的近鐵廣告中，宣傳乘坐新幹線後轉乘近鐵特急列車前往奈良大和路和伊勢志摩。在同一時期，於節目播映的城市之新幹線車站（例如岡山站、廣島站和博多站等）附近戶外廣告牌，也宣傳於新幹線京都站、名古屋站轉乘近鐵特急前往奈良大和路、伊勢志摩（在2004年節目播映完畢後，戶外廣告牌也被撤走）。
  - 11月23日 新青山隧道（日语：新青山トンネル）開通，大阪線全線雙線化工程完成。同年12月20日，鳥羽線雙線化工程也完成。
- 1976年（昭和51年）3月18日 隨著大阪線、鳥羽線全線雙線化，實施白紙時間表變更。「阪伊特急」列車加班與提速。甲、乙「名阪特急」減班，「名阪甲特急」在翌年1977年前，整日以2卡編成行走（車輛與阪奈特急共用）。「名阪乙特急」原則從上本町到發變為從近鐵難波到發。名阪特急的出發時間中，甲特急統一於每小時00分出發，乙特急則為每小時30分出發（近鐵名古屋則為掉轉）。另外，「阪伊乙特急」和「京伊特急」結併運輸中止，變為獨自運輸。取消大阪線、山田線、鳥羽線特急10卡編成班次。「京伊特急」通過伊勢中川站和五十鈴川站。所有「名阪乙特急」、「阪伊乙特急」班次停靠名張站，所有「名阪乙特急」、「名伊乙特急」停靠白子站。
- 1977年（昭和52年）
  - 1月18日 實施時間表變更。受到前年11月6日國鐵車費、費用大幅上升的影響，使「名阪甲特急」乘客增加，全日所有班次以2輛編成的日子運行十個月，部分列車以3或4卡編成行走。「名阪乙特急」、「阪伊乙特急」也增加班次。
  - 12月30日 「Sunny Car」的第一陣12400系電動列車（日语：近鉄12400系電車）登場。
- 1978年（昭和53年）12月30日 第三代「Vista Car」30000系電動列車（日语：近鉄30000系電車）登場。
- 1979年（昭和54年）
  - 3月15日 部分「名伊乙特急」開始停靠久居站始。
  - 7月 第二代「Vista Car」10100系電動列車結束營運。同月，京都站1號月台延長工程完成，（當時的）京都線、橿原線的特急列車最長編成為6卡。
- 1980年（昭和55年）
  - 3月18日 受到1976年國鐵勞資糾紛和車費上調的影響加大，名阪之間「新幹線」和「名阪特急」車費差距擴大，使「名阪特急」的客量增加。在當天時間表修正中，名阪甲、乙特急增加班次。早上1班「阪奈特急」（大和西大寺站至難波站之間）以10卡編成行走（重新有10卡編成特急行走。後來行走區間擴展至奈良站至難波站之間）。另外所有「吉野特急」班次停靠高田市站。名阪乙特急時間班次中獨立出來以獨立列車行走（但是，除了部分阪湯特急班次的終站是上本町站外，名阪乙特急的終站是近鐵難波站），「湯之山特急」通過名張站和白子站，與1976年前的名阪乙特急同樣。
  - 7月 名阪甲特急開始使用新建的12410系（日语：近鉄12400系電車#12410系），該列車3輛固定編成。
- 1981年（昭和56年）12月31日 部分通宵行走的臨時特急「越年號」（通宵行走的臨時特急愛稱在1987年度後廢除）班次於大阪線、山田線、鳥羽線上以10卡編成行走。行走區間為近鐵難波站至五十鈴川站。
另外，當時上本町地面車站不能容納10卡編成列車。上本町站地面車站月台在1985年才可容納10卡編成列車。
- 1983年（昭和58年）3月18日 「湯之山特急」從上本町到發變為難波到發。同時（自1971年起）再次與「名阪乙特急」結併運輸。自1974年「湯之山特急」重開上本町、名古屋直通班次起，一直都是單獨運輸。但是由於近鐵四日市站的路軌配置關係，於難波到發的「湯之山特急」在「名阪特急」結併區間變為難波站至白子站之間。從名古屋出發的「湯之山特急」廢除（前往名古屋的班次直至1997年前繼續行走）。另外，禁煙席定為1號車的1號至32號座位。
- 1986年（昭和61年）3月18日 同日起，禁煙席擴展至1號車所有座位。自從把「禁煙席」改名為「禁煙車」。
- 1987年（昭和62年）2月 特急座位預約系統、在線車票發行系統（主要發行定期票）、企劃旅行系統（旅行業務）三個系統整合為一個新系統，名為「ASKA(All-round Services by Kintetsu and its Agencies)系統」。自此，車票可再提前發售（由3星期前變為1個月前），可處理的轉乘次數加大（由轉乘2次（乘坐3次列車）增加至轉乘3次（乘坐4次列車）），可指定車廂和座位編號（例如：○號車廂○號座位、○號車廂窗邊），開始接受電話預約（部分區間），一次發售多人車票（一張車票顯示多次座位編號），購買來回車票時，回程可於1個月零1日前發售（部分區間）。

### 車輛高級化之推進與特急網之變化

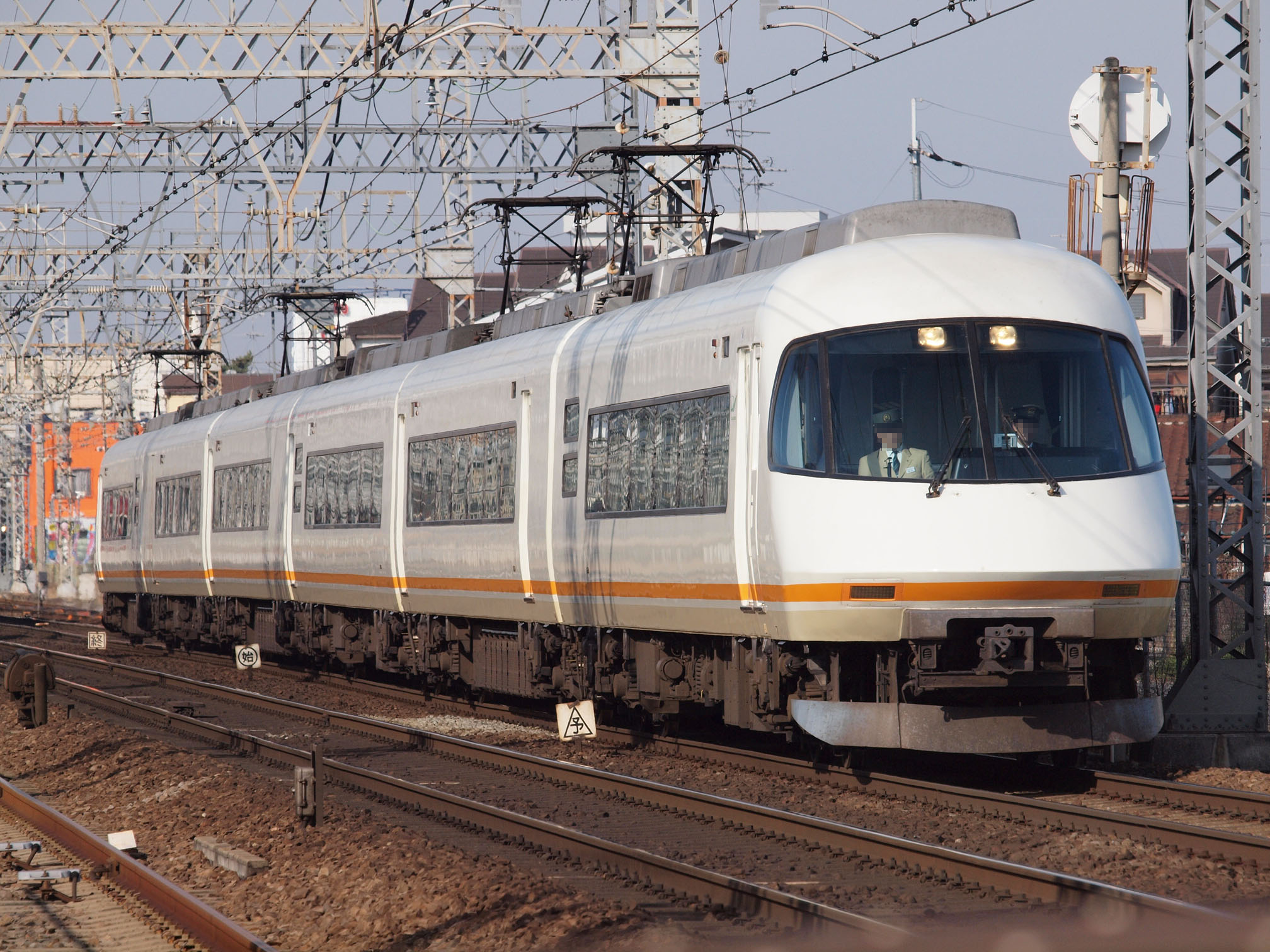
21000系「Urban Liner」。圖中為翻新後的Urban Liner plus

- 1988年（昭和63年）3月18日 被名為「Urban Liner」的21000系電動列車（日语：近鉄21000系電車）開始以6卡編成投入服務。
在東海道新幹線啟用以後，近鐵特急的客量一直被奪走。在部分時期，「名阪甲特急」只能以2至3卡編成行走。後來自1970年代後期起，由於國鐵不斷加價，使夠求票價平宜的乘客再次使用近鐵。在1985年（昭和60年），車廂數目再次加至4至6輛，客量回升。在1987年4月，伴隨國鐵分割民營化，JR成立，加上經濟好轉，近鐵為了吸引更多乘客使用「名阪特急」，因此構想開發新車輛和新的形象。最後「Urban Liner」這個名字便誕生了，取代為使用多年的「Vista Car」。同時，近鐵特急的最高時速由110km/h提升至120km/h（在大手私鐵中首間鐵路公司實施）。使名阪之間的乘車時間縮短10分鐘。難波至名古屋之間最快只需2小時5分，鶴橋至名古屋之間最快只需1小時59分。名阪的乘車時間突破至不到2小時。另外，部分「阪伊乙特急」開始停靠布施站。志摩線內三座特急停車站的月台延長工程完成（月台延長長度為2個車廂），使這些月台可容納8卡車廂。
- 1989年（平成元年）5月18日 在時間表修正後，「吉野特急」開始停靠吉野口站。
- 1990年（平成2年）3月15日 所有「名阪甲特急」班次均使用21000系電動列車。同時，「名伊甲特急」1個往返班次使用21000系。另外，被稱為「Sukura Liner」的26000系電動列車（日语：近鉄26000系電車）開始在「吉野特急」投入服務。部分「名阪甲特急」開始停靠大和八木站和津站，部分「阪伊乙特急」開始停靠桔梗丘站，所有「吉野特急」停靠飛鳥站和壺阪山站。
- 1992年（平成4年）3月19日 行走於近鉄難波站至京都站之間的「阪京特急」廢除，該系統分割至「京奈特急」和「阪奈特急」。22000系電動列車（日语：近鉄22000系電車）投入服務。
- 1993年（平成5年）9月21日 志摩線的改善工程（雙線化和彎位半徑加大）完成，加上隨著舉行神宮式年遷宮，部分「阪伊乙特急」、「名伊乙特急」班次延長至賢島站。
- 1994年（平成6年）
  - 3月15日 翌年4月，近鐵在志摩線沿線開發度假式主題樂園，於「志摩西班牙村」開幕前，已經率先開設宣傳列車「伊勢志摩Liner」，23000系電動列車（日语：近鉄23000系電車）投入服務。同月，該列車在「阪伊甲特急」、「名伊甲特急」上行走。同時實施白紙時間表變更，日間時段從難波站出發前往鳥羽方向的特急班次全部廢除，大阪市內前往鳥羽方向的特急班次均從上本町站出發，阪伊甲特急的起點站改為上本町站。同時，特急列車於大阪線、山田線、鳥羽線、志摩線部分路段可以以時速130km/h行駛（在大手私鐵中首間鐵路公司實施。直至2010年7月16日前，為大手私鐵最高行駛時速）。增加賢島站到發特急列車班次。大部分甲特急通過的志摩磯部站（當時該站最接近志摩西班牙村。在2007年起變為鵜方站最接近），自當天起所有特急均停靠。23000系電動列車設有「豪華車廂」和「沙龍車廂」，並且行車最高時速為130km/h。
  - 12月31日 志摩西班牙村迎接首個除夕和元旦。為此，除夕當天的通宵行駛服務方面，特急列車延長至賢島站。在此以前，除了早上部分列車於鳥羽到發外，其他列車均只前往宇治山田與從五十鈴川出發。
- 1996年（平成8年）3月 16400系電動列車（日语：近鉄16400系電車）開始行駛「吉野特急」班次。
- 1996年 - 2000年（平成8年 - 12年） 30000系電動列車「Vista Car」進行翻新工程，翻新完成的編成被稱為「Vista EX」。
- 1997年（平成9年）3月18日 從湯之山溫泉出發前往名古屋的「湯之山特急」被廢除。
- 1998年（平成10年）3月17日 「湯之山特急」的近鐵難波站至湯之山溫泉站之間直通班次被廢除。自從只於湯之山線內行走。
- 1999年（平成11年）3月16日 南大阪線尺土站、吉野線福神站和六田站均升級為「吉野特急」的停車站。同時，南大阪線、吉野線的特急費用均統一為500日圓。從京都站於晚上9時後出發的特急下行列車均停靠京都線高之原站。平日日間的「阪奈特急」班次被廢除。變為只於早上至早上繁忙時間，以及黃昏至深夜兩個時段行走。同時簡化車站營運，特急票的回收方法改為於車站設置特急票回收箱，讓乘客把特急車票投入回收箱，或者於檢票口交給站員直接回收（部分列車於車內檢票時，特急票由車長回收。另外，在改變回收方法前，部分列車已經先行實施）。除了部分車站外，特急列車在車站不會進行選擇性車門操作。

### 近代的近鐵特急

#### 2000年代
- 2000年（平成14年）12月5日 開始在互聯網上提供特急空位資訊服務。
- 2001年（平成13年）3月22日 隨著日本環球影城(USJ)於大阪市此花區開幕，名阪特急增加班次（在2004年時間表變更後被取消。那班次雖然是甲特急，但是停靠桑名站、近鐵四日市站、津站、鶴橋站和上本町站）。另外，開始在互聯網和i-mode（即後來的EZweb（日语：EZweb）、J-Sky，現時Yahoo!手機也能使用）提供特急票網上預約、販賣服務。
- 2002年（平成14年）
  - 3月20日 所有京都線特急班次停靠近鐵丹波橋站。停靠高之原站的特急班次增加（在京都站於晚上7時出發起所有班次）。「湯之山特急」改為只於星期六及假日行駛。所有車內販賣服務廢除。在此以前，只有在日間時段，於特急列車內才設有車內販賣服務，後來由於使用人次每年減少，提供該服務的區間也縮小。最後只剩在「Urban Liner」和「伊勢志摩Liner」才設有該服務（「Urban Liner」在翻新工程時設置了飲品自動販賣機）。「近鐵特急net點數服務」開始運作，在每次購買特急票時可賺取點數（點數為購入金額的5%），這些點數可用於未來購買特急票時使用。
  - 12月31日 在時間表修正前，跨年通宵行駛的部分臨時「阪伊乙特急」加停大和高田站、榛原站，並且大部分臨時特急改以難波站到發。
- 2003年（平成15年）
  - 1月1日 - 3日 在正月三日期間，2班「吉野特急」停靠古市站。
  - 3月6日 在當年10月，東海道新幹線改善車輛與新幹線品川站啟用，該時候JR實施大規模時間表修正（主要修正內容包括改變調整時間表格局，班次由以「光」號為中心變為以「希望」號為中心）。為此，「Urban Liner」的設備也進行翻新工程，近鐵把每列「Urban Liner」順次序翻新，翻新後的「Urban Liner」會被改名為「Urban Liner plus」。另外，被稱為「Urban Liner next」的21020系電動列車（日语：近鉄21020系電車）開始投入服務。「阪伊特急」在日間時段原本於上本町站到發，當天起改回在難波站到發。一些特急列車開始停靠大和高田站和榛原站。「阪伊乙特急」和「京伊特急」再次結併運輸。同時，獨立行駛的「京伊特急」停靠名張站和伊勢中川站。「名伊甲特急」開始加停津站。
  - 3月27日 「近鐵特急免票服務」開始投入服務，首個接受該服務的特急為吉野特急（南大阪線和吉野線）。乘客只需要使用手提電話購買或預約特急票時，只需於同時使用手提電話支付車票費用，乘客便可不需要領取特急票也可乘車。使用該服務也可得到點數。另外，於網上預約、發售服務預約特急車票時可指定車廂號碼，但是使用「近鐵特急免票服務」更可指定座位號碼。
  - 6月4日 「近鐵特急免票服務」擴展至所有特急路線。
- 2004年（平成16年）
  - 3月18日 「湯之山特急」廢除（在晩年只於星期六和假日行駛）。
  - 12月31日 由於志摩西班牙村的倒數活動中止，因此當年跨年通宵班次不會前往賢島站，這些班次只前往宇治山田站，從五十鈴川站出發（翌年活動重開後回復原狀）。
- 2005年（平成17年）
  - 3月25日 隨著舉行2005年世界博覽會（愛知萬博），在博覽會舉行期間（3月 - 9月）。增加1個乙特急往返班次來往難波站至名古屋站之間（早上前往名古屋，深夜前往難波站），增加1班乙特急從松阪站出發前往名古屋站（只限星期六及假日）（「名阪乙特急」在愛知萬博閉幕後繼續服務，直線王2006年時間表修正便升級至定期列車）。
  - 8月16日 特急車輛進行變更，21000系電動列車開始在京都線上定期行走（只有「京奈特急」1個往返班次使用。另外，21000系從前會在通宵臨時特急或皇家列車時候於京都線、橿原線上行駛）。
- 2006年（平成18年）11月3日 「伊勢志摩Liner」再次設有車內販賣服務（只限星期六及假日）。

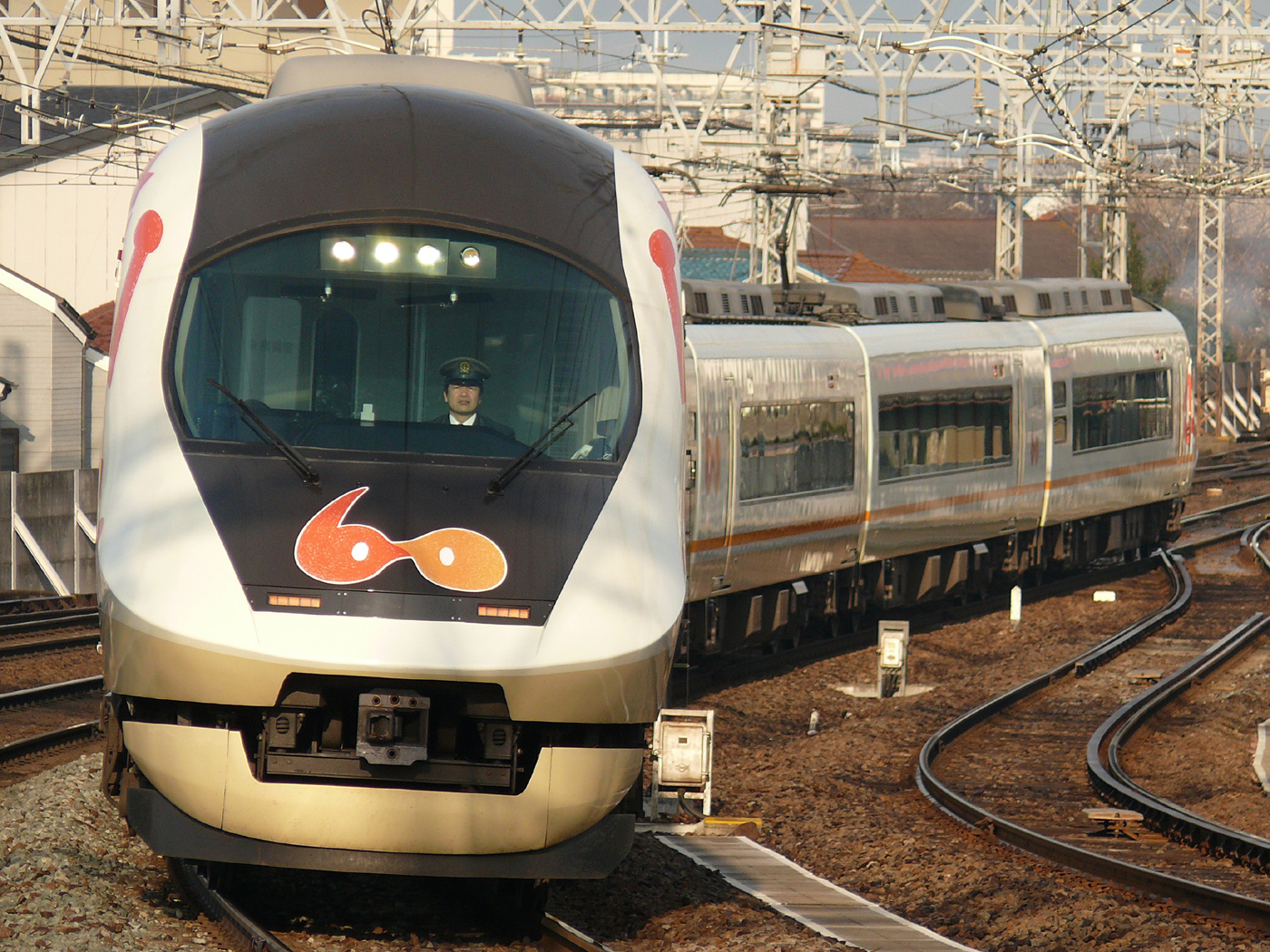
近鐵21020系電動列車的車頭貼上了60周年的標誌

- 2007年（平成19年）10月8日 為了紀念上本町站至近鐵名古屋站開始營運60周年。近鐵以「近鐵特急60周年感謝活動」為題，在上本町站至近鐵名古屋站抽選一些乘客免費招待乘坐特急列車，該臨時特急只有1個往返班次。
車輛方面使用21020系行走。在當日起約5個月期間，2抽21020系和3抽23000系的車頭貼上了紀念60周年的標誌，標誌黑田征太郎（日语：黒田征太郎）設計。
- 2008年（平成20年）7月19日 為了紀念御在所索道（日语：御在所ロープウェイ）開業50周年與鈴鹿國定公園成立40周年。重新開設行走於近鐵名古屋站至湯之山溫泉站之間的特急班次。在翌年起於每年7月尾至8月頭，會以「湯之山溫泉Summer Liner」的名義開設這些班次。
- 2009年（平成21年）
  - 3月20日 隨著阪神難波線開通，同時實施時間表變更。原本使用「伊勢志摩Liner」行走「阪奈特急」、「京橿特急」，原本使用「Urban Liner」行走「京奈特急」，均改用一般特急車輛。
  - 4月1日 標準軌特急車輛22600系（日语：近鉄22600系電車）(Ace)開始投入服務。所有座位為禁煙席，但設有專用的吸煙房。
  - 12月12日 為了迎接名阪特急開始直通運輸50周年。當日起在5日之間，在名阪特急乘客中抽選一些乘客，他們會獲得Urban Liner的豪華座位票，並且舉行「近鐵名阪特急・直通運輸開始50周年紀念 感謝活動」。部分21020系車頭會則上直通運輸50周年紀念標誌，直至2010年3月。

#### 2010年代
- 2010年（平成22年）
  - 3月19日 由於使用人次減少，部分「阪伊特急」、「名伊特急」班次廢除，由其他列車延長行駛區間作為補償。另外，部分列車的行駛區間縮短，被縮短的區間變為季節性服務。在星期六及假日，部分「京橿特急」停靠西之京站（而「京伊特急」則通過）。
  - 4月24日至2011年2月之間，為了平城遷都1300年祭（日语：平城遷都1300年祭），開設了直通臨時特急列車，行走於名古屋和大和西大寺之間。該特急只於星期六及假日行走和只有1個往返班次（在名古屋線、大阪線內與「名阪乙特急」結併）。在2011年4月以後，除了部分季節後也同樣設有臨時班次。
  - 4月29日 30000系（Vista EX）的下層座位變為「團體專用席」，適用於3至5人乘坐同一行程時使用。當日起順次序把每一抽列車的下層座位改為像遊艇艙一樣的座位。
    - 另外，為了取代老化的車輛，在2009年度引入22輛22600系，在2010年度起繼續增備[9]。另外，22600系的狹軌版16600系開始引入至吉野特急，實際投入服務日期為2010年6月19日[10]。
- 2011年（平成23年）
  - 3月16日起，為了短途客使用Urban Liner和伊勢志摩Liner的豪華車廂座位，豪華車廂座位票改為以里數計算費用。而乘坐「阪奈特急」使用上述車輛的班次也需要豪華車廂座位票。另外，停靠高之原站的特急班次增加（在京都站於晚上6時半出發起所有班次）。
  - 4月2日 26000系（Sakura Liner）開始翻新工程。4卡車廂中的1卡改變為豪華車廂，同年9月，最後1抽列車完成翻新。
  - 12月23日 2抽12200系（新小食車）2卡編成被改裝為專用列車，該列車專為近鐵集團的旅行社Club Tourism舉行旅行團時作為旅行團專車。改裝後變成15400系[11]。列車名稱在公開招募後，由奈良縣櫻井市一名男性投稿的「光輝」，該名稱取自萬葉集。
  - 12月31日 志摩西班牙村的倒數活動中止，因此跨年臨時特急不再駛入至賢島站[12]。
- 2012年（平成24年）
  - 3月20日 在18年來實施白紙時間表變更。所有「名阪甲特急」停靠津站（使名阪之間不停站特急完全被消滅），增加停靠大和八木站的班次。乘客可於津站可轉乘「名伊乙特急」前往白子、四日市和桑名，這些地方來往大阪之間的所需時間縮短了。「京伊特急」的班次大幅減少至只有早上和黃昏共4個往返班次（京都→賢島4班，松阪→京都1班，鳥羽→京都1班，賢島→京都2班）。除了從松阪出發的1班外，所有列車停靠五十鈴川站。平日日間的「京橿特急」班次停靠西之京站。早上的京都線上行特急列車停靠高之原站，停靠高之原站的特急班次增加（在京都站於下午5時出發起所有班次）。日間班次「京奈特急」和「京橿特急」開始結併運輸。另外，部分「京伊特急」變為「京橿特急」，不再與「阪伊乙特急」結併運輸。因此，停靠西之京站的特急於日間每小時共有2班。南大阪線方面，早晚部分特急列車停靠古市站。
  - 3月20日 近鐵奈良站、橿原神宮前站（橿原線）、京都站、大阪上本町站（地面月台）、大阪阿部野橋站5座車站的近鐵特急發車音樂改用堂本剛的樂曲「結緣」，為期約1年。由於受到好評，因此2013年3月20日延長多1年，在2014年3月19日再延長半年，在2014年10月1日再度延長2年半，直至2017年3月19日。
  - 8月4日 23000系（伊勢志摩Liner）首抽列車翻新完成並開始重投服務。

- 2013年（平成25年）

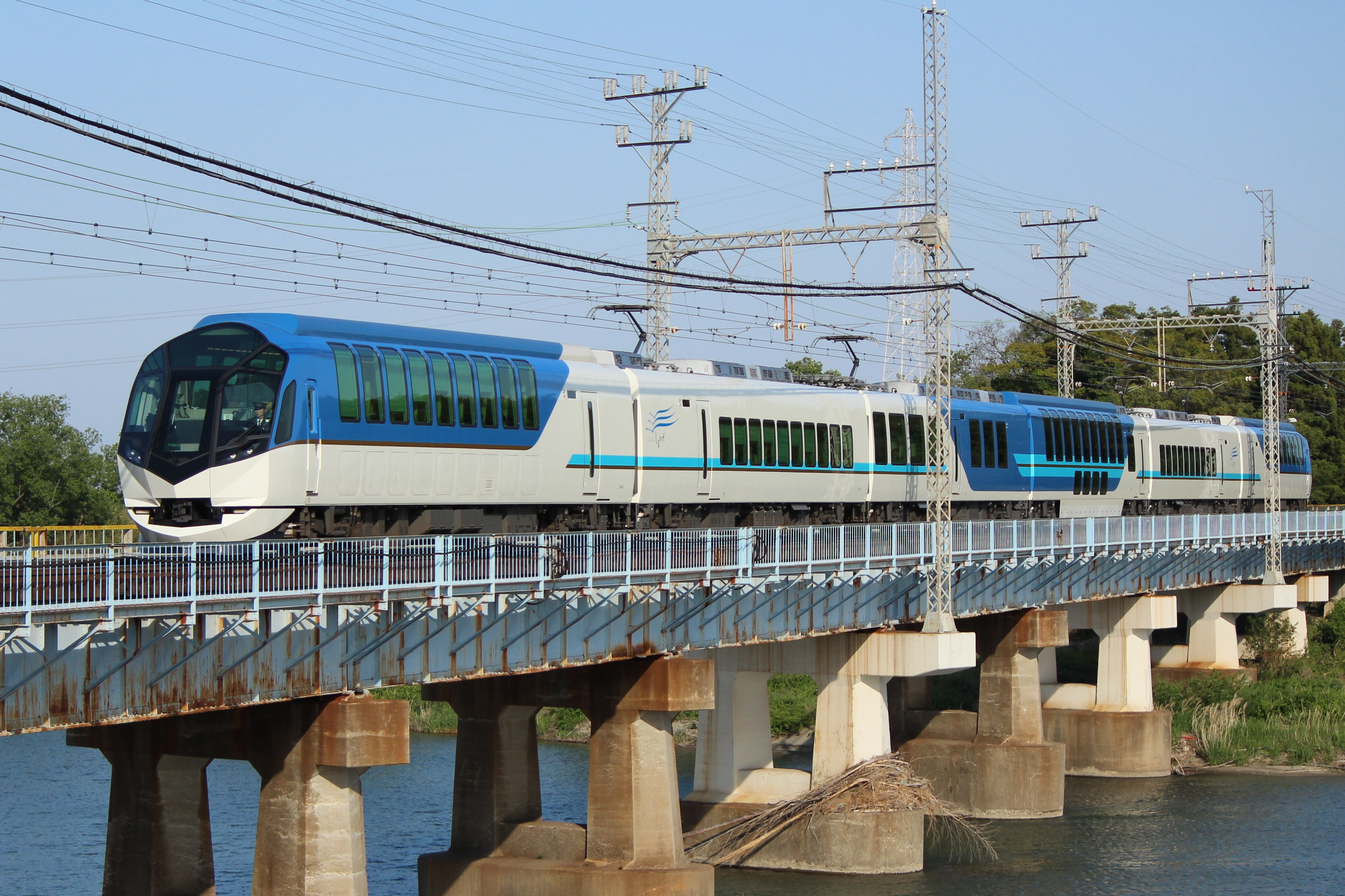
50000系「Shimakaze」

  - 3月17日 阪伊、名伊甲特急每1個往返班次於星期六及假日加停伊勢市站。在3月17日和20日2日之間，Shimakaze使用一般車輛行走，時間表與停車站沒有改變。另外，座位編號由數字順序（由1、2開始至55、56順序排列）編排變為與JR特急車輛一樣，每排座位使用數字編排，一排座位中各座位再以英文字作標記（例如1A、1B、1C等）（但是豪華座位一直以來都是由JR方式）。
  - 3月21日 伊勢志摩觀光專用的標準軌特急車輛50000系開始投入服務[13][14]。愛稱名為「Shimakaze」。列車以6卡編成，設有包廂、團體席、沙龍席、豪華座位等不同座位配置，也有雙層車廂和咖啡廳。高級座位每行只有3個座位，座位間距為1,250mm，座位使用真皮製造，並配備電動擱腿架和按摩功能。乘坐該列車除了一般特急費用外，還需要支付新型車輛特別費用。除了星期三外每週行走6天行駛（但是春假、暑假、黃金周、年初年初時毎日行走）。當時來往大阪難波至賢島之間、名古屋至賢島之間各1往返班次。
- 2014年（平成26年）
  - 9月21日 高之原站早上上行京都線特急停靠班次數目增加，下行停靠的班次也增加（從京都站下午3時出發起所有列車）。停靠南大阪線古市站的列車也增加。
  - 10月10日 「Shimakaze」開始定期行走京都至賢島之間。
- 2015年（平成27年）12月13日 22000系ACE翻新完成，並以新塗裝的樣子登場。
- 2016年（平成28年）
  - 3月19日 於大阪難波站在晚上9時出發的「名阪甲特急」停靠白子站、近鉄四日市站和桑名站。星期六及假日於名古屋站在早上6時出發的「名阪甲特急」降級為「名阪乙特急」。早上8時時段增加1班「名阪甲特急」。另外，增加1班早上從松阪站出發的「阪伊乙特急」，增加1班晚上從鳥羽出發的「名伊乙特急」。部分「名阪乙特急」「名伊乙特急」班次削減。平日早上1班從大阪上本町站出發的「名阪乙特急」改於大阪難波站出發，使統一所有班次的起點車站。更多「名阪乙特急」班次停靠伊賀神戶站，更多「名伊乙特急」停靠久居站。
  - 5月21日首班車～5月28日早上7時 - 隨著舉行第42屆七國集團會議（伊勢志摩峰會），為了反恐政策，志摩線鵜方至志摩神明至賢島之間被下令暫停服務[15][16]。特急班次在鵜方至賢島之間也禁止行走。該區間只可讓外務省使用（業務委託了名鐵觀光服務（日语：名鉄観光サービス）[17]），同時安排了免費峰會穿梭巴士。
  - 9月10日 吉野觀光專用的狹軌特急車輛16200系開始投入服務。愛稱為「蔚藍交響曲」。
- 2018年（平成30年）
  - 3月17日 平日早上增加1班從名張出發前往京都的特急（當中該列車停靠榛原站和高之原站）。星期六及假日增加1個「京伊特急」往返班次（上行列車停榊原溫泉口站和西之京站）。同時削減部分「京奈特急」「京橿特急」班次。日間「京奈特急」和「京橿特急」不再結併運輸，變為各自單獨行駛。更多「名伊乙特急」班次停靠久居站，更多「京伊特急」班次停靠榊原溫泉口站。另外在45年後，再次有京奈特急只於京都線內行走，部分特急的出發車站與終點車站作出變更[18]。

#### 2020年代
- 2020年（令和2年）
  - 1月31日 當日起所有列車不再設有吸煙席。翌日2月1日起，除了吸煙室外，所有列車座位均禁煙。
  - 3月14日 名阪特急新型車輛80000系「Hinotori」3抽6卡編成一同投入服務。名阪甲特急6個往返班次和阪奈特急1個往返班次使用「Hinotori」車輛。為此，當轉乘班次涉及豪華座位時，將會分開各個特急路段以里數制計算。名阪乙特急和名伊特急增加使用Urban Liner的班次。
  - 5月30日 受到新冠病毒的影響使客量減少，當日（星期六及假日時間表）部分特急列車（共75班）暫停服務。
  - 6月13日 80000系「Hinotori」增備4抽6卡編成。使名阪甲特急平日共有10個往返班次，星期六及假日共有11個往返班次，阪奈特急平日共有2個往返班次，星期六及假日共有1個往返班次使用「Hinotori」車輛。而受到新冠病毒的影響而暫停服務，於星期六及假日行走的3個名阪甲特急往返班次重開。
  - 7月11日 受到新冠病毒的影響而暫停服務的特急列車全部重開（只限星期六及假日班次）。
  - 8月29日 受到新冠病毒的影響使客量減少，當日（星期六及假日時間表）晚上共20班「京奈特急」和「吉野特急」列車暫停服務或縮短行走區間。
  - 11月21日 80000系「Hinotori」增備2抽8卡編成。使名阪甲特急平日共有14個往返班次，星期六及假日共有15個往返班次，阪奈特急平日共有4個往返班次，星期六及假日共有1個往返班次使用「Hinotori」車輛。而名阪乙特急使用「Urban Liner」的班次也增加，平日由12增加至16個往返班次，星期六及假日由8增加至14個往返班次[19]。
- 2021年（令和3年）
  - 1月23日 受到新冠病毒的影響使客量減少，使暫停服務的列車班次增加。當日起，星期六及假日部分「阪奈特急」、「京奈特急」、「京橿特急」、「吉野特急」（共79班）列車暫停服務或縮短行走區間。
  - 1月30日 受到新冠病毒的影響使客量減少，使暫停服務的列車班次增加。當日起，平日部分特急（共64班），星期六及假日部分特急（共222班）列車暫停服務。另外，平日部分「名伊乙特急」（共21班），星期六及假日部分「名伊乙特急」、「吉野特急」（共27班）縮短行走區間。
  - 2月13日 「Hinotori」增備完成。所有名阪甲特急班次使用「Hinotori」，乙特急統一使用「Urban Liner」[20]。同日，12200系（日语：近鉄12000系電車#12200系）「小食車」不再定期行走班次[21]。
  - 3月13日 受到新冠病毒的影響而暫停服務的特急列車部分重開，包括平日所有特急班次（共64班）和星期六及假日部分特急班次（共205班）。
  - 4月29日 受到新冠病毒的影響使客量減少，使暫停服務的列車班次增加。當日起，星期六及假日所有「阪奈特急」，以及部分「京奈特急」、「京橿特急」、「吉野特急」（共112班）列車暫停服務或縮短行走區間。
  - 5月6日 受到新冠病毒的影響使客量減少，使暫停服務的列車班次增加。當日至7月2日之間，平日部分特急（共54班），星期六及假日部分特急（共222班）列車暫停服務。另外，星期六及假日部分「名伊乙特急」、「吉野特急」（共27班）縮短行走區間。
  - 7月3日 受到新冠病毒的影響使客量減少，使定期特急班次數目減少。共有26班（平日）/30班（星期六及假日）定期班次被取消。而25班（平日）/29班（星期六及假日）定期班次變為不定期班次。星期三「蔚藍交響曲」停運日的班次使用一般特急行走。星期六及假日1班「阪伊乙特急」變更為甲特急（停靠大和八木站）。
  - 9月11日 受到新冠病毒的影響使客量減少，使暫停服務的列車班次增加。當日起，星期六及假日部分特急（共118班）暫停服務[22]。
  - 10月2日 由於客量回升，被暫停服務的特急列車重開[23]。
  - 11月20日 原定於8月7日舉行，但受到新冠病毒的影響而延期的「多謝12200系特急最後一次乘車Tour」於當天舉行。在當天以後，12200系除了部分列車用作團體專用或變為觀光特急車輛外，其他車輛正式退役[24]。

### 今後計劃
- 2009年（平成21年）3月20日阪神難波線啟用後，近鉄難波、奈良線開始與阪神電氣鐵道（阪神）互相直通運輸。在開通前的2007年（平成19年）9月6日，近鐵社長小林哲也（日语：小林哲也 (近畿日本鉄道)）表示，不單只阪神電車，將來有意把近鐵特急駛入山陽電氣鐵道內，近鐵特急可從奈良、伊勢志摩、名古屋等地方直通至神戶三宮、明石和姬路，當時並與阪神、山陽等鐵路公司進行交涉（名神、神伊、神奈、名姬、姬伊、姫奈特急構想）。
- 2018年（平成30年）5月14日，近鐵發表將會開發軌距可變列車，使京都至吉野之間可以直通運輸[25]。
- 2019年（平成31年）1月18日，再次發表計劃直通至其他公司鐵路線。這次將會計劃把近鐵特急直通至大阪市高速電氣軌道(Osaka Metro)中央線。計劃包括設計專用車輛，並從近鐵奈良站出發前往中央線。當時已經開始與Osaka Metro交涉（夢奈特急構想）[26][27]。
- 2021年（令和3年）10月8日，在考慮到新冠疫情後的遊客需求，當時發表把12200系改裝為觀光特急「Aoniyoshi」，並於2022年4月29日開始行走於大阪難波站～近鐵奈良站～京都站之間[28]。

## 與近鐵線並行的國鐵·JR線的優等列車等
近鐵各路線會與國鐵·JR一些路線並行，包括東海道新幹線、東海道本線（名古屋 - 大阪之間）、關西本線（名古屋 - 四日市 - 奈良 - 難波之間）、奈良線（京都 - 奈良之間）、紀勢本線、參宮線（津 - 鳥羽之間）和片町線（大阪 - 田邊 - 祝園 - 奈良之間）。
在國有鐵道路線中，關西本線、參宮線、奈良線、草津線和片町線原本是由「關西鐵道」建造和營運，後來在1907年（明治40年）跟據「鐵道國有法」國有化後，國鐵在三重縣和奈良縣獨佔了當地的地位並從中獲利，後來隨著大軌、參急開設大阪至伊勢之間的高速列車服務後，造成了重大威脅。因此當時的鐵道省·日本國有鐵道於戰前至戰後一直在這些路線開設高速列車以對抗大軌·參急（以及後來的近鐵）。
直至現時JR集團中，與近鐵並行的主要對手包括JR東海的東海道新幹線與，JR東海的快速「三重」（行走於名古屋站至鳥羽站之間，途經關西本線、紀勢本線、參宮線與第三部門鐵道伊勢鐵道伊勢線），以及JR西日本的「都市網絡」範圍內的「大和路快速」和「都路快速」。以下將會分別記述各個並行路段的競爭遷變。

### 大阪、京都 - 伊勢之間（經草津）

#### 戰前
在接近參急全線啟用的1930年（昭和5年）10月，鐵道省（省線）開設「準急列車」（相業於現時JR的快速列車，當時於當地會稱呼為「快速列車」），行走於姬路站至鳥羽站之間，共1個往返班次。列車途經山陽本線、東海道本線、草津線、關西本線和參宮線（舊稱，相當於現在的紀勢本線與參宮線）。參急線開業後，大阪站至山田站（即現時的伊勢市站）之間的路線距離方面，國鐵比參急線多40公里以上。但是，這班國鐵列車除了大阪南區的乘客外，對於神戶、京都和大阪北區的乘客非常方便。而當時使用普通列車來往京都至山田之間需要5小時，而準急列車則只需要2小時25分。準急列車來往大阪至山田之間需時3小時4分，比參急線快2小時47分，參急所使用的雖然是電動列車，而省線只使用加速性能與登坡性能較弱的蒸氣機車與客車，加上省線路途較長，但仍然行車需時比參急線短，可以看出該準急列車的速度驚人。另外，準急列車於東海道本線內的行車速度相當於當時的超特急「燕」。
在1931年（昭和6年）10月，準急列車開始連結「簡單餐車」，並增加至2個往返班次。同時也開設1個不定期的往返班次（即共3個往返班次），該班次是夜行班次，共被稱呼為「參宮快速」。後來繼續加班，在1934年（昭和9年）12月時間表修正時候，設有2個往返班次的準急列車，行走於姬路站至鳥羽站之間（當中1個往返班次連結餐車。前往鳥羽的班次，於大阪至山田之間的行車時間為2小時52分和3小時）；2個往返班次的普通列車，行走於大阪站至鳥羽站之間；2個往返班次的不定期列車，行走於大阪、京都至山田、鳥羽之間。另外，也設有一架列車行走於宇野線宇野站至鳥羽站之間，當中宇野至關西之間夜間行走，關西至伊勢之間日間行走，該列車連結二等寢車。以方便來自四國的乘客經宇高連絡船前往伊勢神宮參拜，同時加強關西至四國之間與關西至伊勢之間的運輸。
在1935年（昭和10年）12月修正起，列車班次有所增加，到達最頂盛的時期。在1937年（昭和12年）7月，受到日本侵華戰爭影響，於1940年（昭和15年）10月取消連結餐車。後來太平洋戰爭的戰局惡化，於1943年（昭和18年）2月，在實施「戰時陸運非常體制」下進行時間表修正，把所有戰前的快速列車消滅。

#### 戰後
在1953年（昭和28年）3月，新設行走於姬路站至鳥羽站之間的「快速列車」，共有1個往返班次，令該路線重新設有快速列車。但是大阪至山田之間的行車時間為3小時26分，比戰前最快列車的行車時間慢34分鐘。
在1961年（昭和36年），新設行走於京都站至鳥羽站之間的準急「鳥羽」（收費列車），該列車使用KiHa55系柴油列車。同年10月的時間表中，該列車在京都至伊勢市（在1953年7月，山田站改名為伊勢市站）之間的行車時間為2小時37分，仍然比戰前的時間慢。另一方面，「快速列車」的行車速度也減慢，大阪至伊勢市之間的行車時間為3小時35分，京都至伊勢市之間的行車時間為2小時55分。在1963年（昭和38年）10月，準急「鳥羽」改名為「志摩」。在1965年（昭和40年）10月時間表修正，行走於姬路至鳥羽之間的快速列車與準急「志摩」整合，行走區間縮短至行走於京都至鳥羽之間。在1966年（昭和41年）3月，當於國鐵的政策，「志摩」從準急列車升級為急行列車。
在當時，該列車方便京都、大津的乘車往返松阪和伊勢志摩，因此客量較多。後來在1966年（昭和41年）12月，近鐵開設行走於京都至伊勢之間的「京伊特急」，使國鐵的客量開始流失。最後在1972年（昭和47年）3月時間表修正中，「志摩」的1個往返班次被廢除。
後來由於國鐵沒有為此設立對策，加上於昭和50年代，國鐵的車費大幅上升和勞資糾紛的影響使客量減少。不只在京都市內的乘客，大津與草津的乘客也會前往京都站轉乘近鐵特急，使使用國鐵的人數大幅減少。後來在1985年（昭和60年）3月，急行「平安」廢除同時，「志摩」重開2個往返班次。在國鐵分割民營化前的1986年（昭和61年）11月時間表修正中，急行「志摩」再度廢除。自此再沒有直通列車班次，現時大阪、京都途經草津線前往三重縣的JR路線中，最少都要在龜山、柘植兩站轉乘列車，加上由於只有普通列車，因此實用性較弱。
而在這個區間的公共交通工具中，長久以來都是鐵路為主。後來於2008年，隨著新名神高速道路部分區間通車。方便了高速巴士使用高速公路來往京都與伊勢之間，形成了新的競爭對手。在2008年3月20日，近鐵巴士與三重交通開設聯營高速巴士路線，行走於京都站八條口至津站之前，每日設有4個往返班次。在10月25日，京阪巴士加入競爭，新設行走於京都站八條口至伊勢市站前/內宮前之間。在2010年4月1日起，京阪巴士和近鐵巴士取消班次，只剩下三重交通營運，班次減至2個往返班次。截至2013年，京都站八條口至津站前之間的行車時間為1小時53分，京都駅八條口至伊勢市站前之間的行車時間最快為2小時33分。翌年2014年，於伊勢市站前到發的高速巴士服務取消。關於這些巴士路線詳細可參見京都 - 四日市·津·伊勢線。

### 大阪 - 伊勢之間（經奈良）
自古以來，熊野詣和伊勢詣是前往伊勢、南紀方向的參詣道。在明治時代起，人們從步行前往伊勢、南紀變為乘坐鐵路服務。從大阪網島作為起點的浪速鐵道先行開通。在參宮急行還未存在的時候，大阪至伊勢之間的路線乘要乘坐關西鐵道和參宮鐵道。
在參急線開通前，該系統已經設有準急（快速）和普通列車行走於湊町站（即現時的JR難波站）至山田站、鳥羽站之間。湊町至山田之間準急列車行車時間為約5小時，普通列車行車時間為約6小時。在參急線開通前的1930年（昭和5年）10月時間表修正中，班次增加與進行提速，準急列車增加至2個往返班次，湊町至山田之間準急列車行車時間為3小時32分至41分，日間的普通列車增加至2個往返班次，行車時間為5小時8分至11分。另外也設有單向從湊町站前往鳥羽站的夜行列車，湊町於晚上11時45分出發，山田的到達時間為5時35分，鳥羽的到達時間為6時正，湊町至山田之間的行車時間為5小時50分。
在這個列車系統與參急線比較，該系統只方便奈良市周邊乘客乘坐，優勢沒有像上述提及的京都、草津線系統那麼大。而開設夜行列車，對於與參急競爭影響較小。該準急列車有一段時間曾連接餐車。後來由於使用量低，便於1934年取消。
在1934年（昭和9年）12月時間表修正中，準急列車於湊町至山田之間的行車時間縮短至3小時6分至12分，為戰前最快紀錄。後來隨著日本侵華戰爭和太平洋戰爭的影響。於1942年（昭和17年）11月時間表修正的時候，行車時間回落至3小時35分和43分，翌年2月時間表修正中，該準急列車被取消。
在戰後，國鐵沒有該個系統開設快速列車進行競爭，只有開設數班普通列車行走。在1964年（昭和39年）10月時間表修正中，取消行走於湊町至伊勢之間的直通列車班次（後來只有臨時列車的時候才開設直通列車。在數年後，設有從奈良站出發的急行「紀州」班次。另外，直至國鐵未期前也設有行走於奈良至伊勢市之間的普通列車班次）。而在關西本線沿線一些車站中，部分古老站名牌上會寫上「東京、名古屋、鳥羽方向」。

### 大阪 - 名古屋之間

#### 戰前（東海道本線、關西本線）
官營鐵道（官鐵）於1889年（明治22年）7月開設東海道本線，私鐵「關西鐵道」於1899年（明治32年）5月開設關西本線。兩線在名古屋至大阪之間並行，因此開展了激烈的競爭（詳情參見關西鐵道條目）。該競爭在日俄戰爭開始後結束。在1907年（明治40年）10月，關西鐵道因「鐵道國有法」而被國有化。
後來，大阪至名古屋之間的運輸主要由東海道本線擔當，關西本線變成了前往伊勢方向等被成為了地區運輸路線，較少投資至該路線維持。截至2006年，關西本線（特別是龜山站至加茂站之間）基本上沒有變化（在近年，名古屋站至龜山站，加茂站至JR難波站之間才全線電氣化部部分區間雙線化）。
在1930年（昭和5年）10月，相比東海道本線而「冷處理」的關西本線終於開設準急列車（快速列車）。該準急列車只有1個往返班次，行走於名古屋站至湊町站（現時：JR難波站）之間，需時4小時45分。當時在東海道本線方面，名古屋站至大阪站（名阪）之間的急行列車行車時間為3小時20分至4小時10分，普通列車行車時間為4小時至5小時30分，可以看出關西本線的準急列車沒有這麼快。
但是在1935年（昭和10年）12月，該準急列車增加至2個往返班次，全線的行車時間縮短至3個多小時。而當時在東海道本線方面，名阪之間最快列車是特急「{{Translink|ja|つばめ (列車)#太平洋戦争前超特急「燕」|燕號列車 (在來線)#太平洋戰争前的超特急「燕」|燕]]」（需時2小時38、39分）和「富士」、「櫻」（2小間55分至3小時2分），而急行列車則需時3小時20分至4小時。相比起當時東海道本線全線已經雙線化，以及比關西本線路程遠15公里，關西本線由於較多區間是單線，因此快速列車的所需時間受到限制。
在1938年（昭和13年），關西急行電鐵（關急電）的桑名站至關急名古屋站（現時：近鐵名古屋站）之間開通，連同共母公司參宮急行電鐵（參急）和大阪電氣軌道（大軌）的鐵路線，組成了第三條名阪鐵路線（名古屋至大阪（上本町站）之間）。但是由於該路線在中途需要於江戶橋站和參急中川站（現時：伊勢中川站）轉乘兩次，因此當初名阪之間的乘車時間為3小時15分至30分。在名阪之間的鐵路服務中，仍然是省線的「準急」比較方便。
在1940年（昭和15年），關急電與參急合併，參電與大軌組成的名阪鐵路線的乘車時間最快只需3小時1分，與省線差不多，但是仍然需要在參急中川站轉乘一次。同年10月，省線實施時間表修正，省線的準急列車行走於湊町至名古屋之間的行車時間為3小時9分，每日設有3個往返班次，相對於參急、大軌的名阪連絡列車，名古屋經中川至上本町之間的乘車時間為3小時19分（當中包括轉乘時間），而班次為每30分鐘一班間隔。當時省線以「不需要轉乘」作為賣點，與大軌、參急的「列車班次數量」作勝負。迎來戰前名阪之間最激烈的時期。
在1942年（昭和17年）11月，省線時間表修正中，由於太平洋戰爭的戰局惡化，省線準急列車於名阪之間的行車時間為約3小時30分。同一時間，大軌、參急兩者合併後的關西急行鐵道（關急）的行車時間為約3小時40分，兩間公司的行車速度減慢了。在翌1943年（昭和18年）2月時間表修正中，省線的「準急列車」被消滅，東海道本線列車也被削減班次。在戰況惡化下迎來了「禁止遊樂旅行」與「決戰協力運輸」的時代，當時兩者再不是競爭的關系。在1944年（昭和19年），日本本土受到空襲影響，省線和關急（在那時期變改組變成了近鐵）的班次相繼繼續削減。在1945年（昭和20年）8月，日本戰敗投降。

#### 戰後
在1947年（昭和22年）10月，近鐵開設了特急班次，名古屋至大阪之間需時4小時。而國鐵方面，受到戰後鐵路設施受損影響，關西本線在沒有開設優等列車的情況下，只有普通列車班次，普通列車行走於名古屋站至湊町站之間的所需時間為5小時至5小時30分。而東海道本線方面，則設有3個往返急行班次，行走於名古屋站至大阪站之間，所需時間為3小時50分鐘至4小時20分鐘，同區間的普通列車所需時間為4小時30分至5小時30分。雖然近鐵特急的速度比戰前最高水平慢1小時，加上仍然需要在中川站轉乘列車，近鐵的客量仍然較多。

##### 東海道本線
在1949年（昭和24年）9月，國鐵開設了戰後第一架特急列車「平和」，該列車行走於東京站至大阪站之間。自此，東海道本線再次開始不斷增加優等列車班次。當時國鐵的「特急列車」、「急行列車」收費結構與現在不同，當時的結構對象偏向「長距離旅客」。戰後首架針對名阪之間途經東海道本線的優等列車是在1952年（昭和27年）9月登場，當時是以臨時列車的身份行走。在1953年（昭和28年）11月，升級為定期「準急列車」（在戰後的準急列車需要另外收費，當初在急行列車在設備與速度上再劃分較低一等的列車定為準急列車，該列車收取較平便的費用）。該準急列車在名阪的行車時間為3小時35分。
在1956年（昭和31年）11月，東海道本線最後電氣化區間（米原站至京都站）完工。準急列車於整個區間均由電力機車牽引，在名阪的行車時間為3小時16分。在翌年1957年（昭和32年）10月，該列車由使用客車改變為被稱為「湘南電車」的80系電動列車行走，並增加至3個往返班次，翌月該列車被名為「比叡」。名阪之間的所需時間縮短至2小時45分，與近鐵名阪特急的2小時35分接近。但是由於近鐵仍然需要在伊勢中川站轉乘，因此名阪之間的鐵路服務中，「比叡」佔有優勢。在1958年（昭和33年）11月時間表修正，「比叡」增加至5個往返班次，並引入性能較好的91系電車（即後來的153系）行走。同時，國鐵首架電動列車特急「回聲」號登場。該列車使用20系電動列車（即後來的151系）行走，「回聲」在名阪之間的行車時間只需要2小時20分，比近鐵特急的所需時間快。後來，「回聲」的行車時間進一步縮短至2小時14分。
在1961年（昭和36年）10月時間表修正（3·6·10）中，迎來了東海道本線優等列車最頂盛時期。名阪之間使用電動列車的特急列車中，除了「回聲」外，還有「燕」、「鳩」、「富士」、「回音」等班次，一共設有7個往返班次（另外2個臨時往返班次）。在使用電動列車的急行列車中，包括了「六甲」、「攝津」、「山城」、「生駒」、「浪速」、「淀」等班次，一共設有8個往返班次（不計算一些急行班次在名古屋時已經是深夜的列車）。使用客車的急行列車中，包括了「霧島」、「雲仙」、「西海」（結併列車）、「高千穗」、「阿蘇」、「筑摩」等班次，一共設有5個左右的往返班次。在使用電動列車的準急列車中，只有「比叡」。在1959年（昭和34年）9月時間表修正中，新設了
較少停車站準急列車「伊吹」，當時「比叡」設有8個往返班次，「伊吹」設有2個往返班次，共有10個往返班次。名阪之間的行車時間方面，使用電動列車的特急班次需時2小時14至16分，使用電動列車的急行班次需時2小時30多分，使用客車的急行班次需時2小時40分至3個多小時，使用電動列車的準急班次需時2小時20分至40分。在這個時候，近鐵名阪甲特急在不需要於伊勢中川站轉乘的行車時間為2小時27分。在車費方面，乘坐國鐵在名古屋站至大阪站之間的二等車廂（相等於現時普通車廂）收費中，電動列車特急收費為830日圓（名阪之間使用特定特急收費），急行（電動列車與客車同價）收費為730日圓，準急為630日圓，而近鐵特急在名古屋站至上本町站之間的費用為700日圓。而當時的車站便當價格大約是100日圓，東京內城市酒店一晚價格為800至4000日圓左右。準急「伊吹」、「比叡」的行車速度比得上使用電動列車的急行班次。此外，「比叡」的列車全車為自由席，「伊吹」的列車為全車指定席，座位安排以愛稱作區分。在1961年（昭和36年）10月前，為了與近鐵競爭，「伊吹」的列車設施均有所提升。
後來在1964年（昭和39年）10月東海道新幹線開業後，對東海道本線的優等列車較大。所有使用電動列車行走的特急均變為新幹線「光」，急行與準急列車（包括「伊吹」）均被取消或減班。即使如此，優等列車班次仍然較多。但是在後來的時間表修正中，開始把這些班次陸續削減。後來，「伊吹」增加停車站數目與改為全車自由席與併入「比叡」班次，「比叡」當時仍然設有8個往返班次。由於在當時名古屋至京阪神之間，國鐵預計乘客仍然會使用準急列車，但實際上較多乘客轉坐新幹線，因此在翌年1965年（昭和40年）10月時間表修正中，「比叡」削減至4個往返班次。
在1966年（昭和41年）3月，「比叡」升級為急行列車。在1968年（昭和43年）10月時間表修正中，除了「比叡」外，所有於名阪之間行走的電動列車急行被消滅。後來，「比叡」在名阪之間仍然比較受歡迎，但隨著乘客陸續轉為乘坐新幹線，在1972年（昭和47年）3月減至2個往返班次。在1980年（昭和55年）10月減至1個往返班次。在1984年（昭和59年）2月取消所有班次，自此主要行走於名阪的東海道本線優等列車全被消滅。另外，於東海道本線日間行走的客車急行列車「櫻島、高千穗」也在1975年3月被取消。在2016年3月時間表修正後仍然存在的列車只有行走於大阪站至高山本線的特急「飛驒」，於大阪到發的只有1個往返班次（只行走大阪至岐阜之間）。
另外在1960年代前期，中日本航空曾經營運小牧至伊丹之間之短距離航線。由於票價高和班次較少，因此使用人次不高，在車費、方便性來說，無法與近鉄鐵急與東海道本線優等列車進行競爭。最後，名阪之間的航線在1964年東海道新幹線啟用後被取消，翌年中日本航空的定期航空部門事業轉讓給全日本空輸。

##### 關西本線
在1949年（昭和24年）9月，開設了3個準急往返班次，行走於關西本線的名古屋站至湊町站之間。在翌年1950年（昭和25年）10月時間表修正當時，該區間行車時間為3小時27 - 37分鐘。
在1955年（昭和30年）7月，3個往返班次中1個往返班次使用柴油列車（為日本首個使用柴油列車的準急）。翌年，3個往返班次均改用柴油列車。當初使用的柴油列車為KiHa10系，後來改用被稱為「日光型柴油列車」的KiHa55系，車輛搭配了2副引擎，使車輛馬力較強勁。在1956年（昭和31年）11月時間表修正中，東海道本線在名古屋至大阪之間的準急行車時間為3小時16分，急行則為3小時5分至50分，而關西本線在名古屋至湊町之間的準急行車時間只需2小時50分至56分，使成為當時名阪之間最快列車。
上述提及，名阪之間主要路線是東海道本線，而不是關西本線。在1957年（昭和32年）10月，80系電動列車開始行走「比叡」，使名阪之間較多優等班次都是途經東海道本線。在建造80系電動列車後，國鐵中長距離向的電動列車的設施質素開始追上客車，而行走性能更開始比客車、柴油列車較優。自此，在單線與非電氣化的關西本線上行走柴油列車準急，會被雙線電氣化的東海道本線上行走電動列車所取代。
在1958年（昭和33年）10月，上述提及3個往返班次的準急被命名為「春日」。在上節提及，於1961年（昭和36年）10月修正當時，「春日」使用柴油列車的行車時間為2小時56分，而車費為590日圓。在1962年（昭和37年）5月，由於「比叡」開始沒有空餘時間加班，加上找到新的客源（來往三重縣北勢地區至京都、大津），因此開設了準急「平安」，行走於名古屋至京都之間，途經關西本線和草津線，當時設有2個往返班次（1個往返班次只行走於桑名至京都之間）。
在1959年（昭和34年）12月，近鐵特急開設名阪直通運輸班次。在1964年（昭和39年）10月，東海道新幹線啟用使「春日」在名阪之間運輸的需要大減，特別是奈良至湊町之間的使用量惡化。在1965年（昭和40年）3月，新設了行走於名古屋至東和歌山（現時：和歌山）之間，首條關西本線特急列車「飛鳥」，該列車停靠堺市。但是「飛鳥」的行經路段不能滿足乘客的需求，行車時間與「春日」相近，加上當時的「春日」車輛使用非空調車卡和箱式交叉座椅。「飛鳥」車輛使用特急型車輛，設有空調設備和可轉換式交叉座椅。因此造成了費用差距。當時的乘客若選擇乘坐設有空調設備和可轉換式交叉座椅之車輛，會傾向選擇與「春日」並行的近鐵特急。最後，「飛鳥」只營運兩年半，於1967年（昭和42年）10月廢除。在1966年（昭和41年）3月，「春日」升級為急行列車。在1973年（昭和48年）10月，關西本線湊町至奈良之間電氣化之際，由於柴油列車加強性能較電動列車差，影響電動列車的時間表，因此「春日」不再行駛該區間。使名阪經關西本線的直通列車被消滅。自此，「春日」只行走於奈良至名古屋之間。在1982年（昭和57年），「春日」削減至2個往返班次。在1985年（昭和60年）再削減至1個往返班次。最後在2006年（平成18年）3月被廢除。而「平安」方面，在1968年（昭和43年）10月，削減至1個往返班次，只行走於名古屋至京都之間。在急行「比叡」廢除當時，「平安」仍然營運。但是「平安」最後仍然在1985年（昭和60年）3月被廢除，由「志摩」增加班次作取代，翌年11月，「志摩」該班次也被廢除。

##### 東海道新幹線
在1964年（昭和39年）10月，東海道新幹線啟用。在名阪之間，「光」的行車時間只需1小時21分，「回聲」的行車時間只需1小時45分。這個時間完全能夠打敗近鐵特急。在翌年1965年（昭和40年）11月，「光」的行車時間縮短至1小時8分，「回聲」的行車時間縮短至1時間19分。這個行車時間直至1985年（昭和60年）都沒有變化。
後來在1972年（昭和47年）3月，「光」加設自由席，並取消與「回聲」的費用差距。使名阪之間的乘客開始選擇新幹線。在1974年（昭和49年）7月20日，近鐵進行價格調整，在當日前，除了部分區間外均使用區間制車費。在當日起，近鐵全線開始使用乘坐里數計算車費。使名阪的車費中，近鐵的車費比國鐵昂貴。而若加入計算新幹線自由席費用與近鐵特急費用，雖然近鐵的總車費（車費加特急費用）比較平宜，但是兩者差距只有90日圓，因此開始減少旅客使用近鐵的名阪特急。
在1975年（昭和50年）前，一直都有更多乘客使用新幹線。可是在1976年（昭和51年）11月，國鐵車費、費用突然大增1.5倍，隨後毎年繼續上調價格，加上勞資糾紛所引發的罷工，以及設施老化造成鐵路服務停運半日等原因。使在1982年（昭和57年）前，乘客開始由新幹線轉投私家車、飛機以及近鐵特急，新幹線乘客人數繼續下降。
在1987年（昭和62年）4月，國鐵分割民營化（JR化）後，東海道新幹線由東海旅客鐵道（JR東海）管轄。作為「比叡」廢除後的補償，當設JR東海設有特別車票，名為「新幹線經濟回數券」，1套回數券的單程（名古屋市內至大阪市內）費用略高於近鐵特急費用，著重速度的乘客會在優惠券商店購買「新幹線經濟回數券」。另外，由於當時日本經歷泡沫時期，使新幹線客量略有回升。
在1992年（平成4年）3月，開設「希望」號列車，這個措施可看出JR東海對於這場競爭下比較進取。
在2003年（平成15年）10月，東海道新幹線品川站啟用時實施時間表修正。許多「光」號列車升級為「希望」號。同時新設新的特別車票，名為「光·回聲自由席用早特車票」，該特別車票只可乘自由席，並於乘車前1星期購入便可得到折扣。同時不再發售「新幹線經濟回數券」。但是，「希望」與「光」在名阪之間的所需時間差距不大（最快的「光」與「希望」之所需時間相同）。在同一區間中，從乘坐「光」轉為乘坐「希望」只是單純加價，加上由於停售「新幹線經濟回數券」，使乘客不可以以優惠價錢，在乘車當日才購買新幹線自由席車票，因此使用近鐵名阪特急的乘客有所增加。

### 名古屋 - 伊勢之間

#### 戰前
關西鐵道在1895年（明治28年）前已經建成名古屋站經龜山站至津站的鐵路線，而參宮鐵道在1893年（明治26年）至1897年（明治30年）之間建成龜山站至山田站（現時：伊勢市站）之間的鐵路線。兩間鐵路公司被國有化後，國鐵在1911年（明治44年）建成山田站至鳥羽站之路段。
但是，關於首條於以上路線的快速列車最早於昭和時期才出現。在1926年（大正15年）8月，當時設有行走於東京站至鳥羽站之間的直通夜行普通列車（名古屋站至鳥羽站之間為快速運輸）。
另外，伊勢電氣鐵道（伊勢電）在桑名站至大神宮前站（位於伊勢神宮的外宮前，為伊勢電的總站）之間於1930年（昭和5年）12月開業前10個月，為了進行競爭，國鐵開設了2個往返班次的「準急列車」（不需準急費用），行走於名古屋站至山田站之間，需時2小時20分，比同區間普通列車需時4小時相比大幅減少乘車時間。在1935年（昭和10年）12月，準急列車需時縮減至2小時2分。由於當時伊勢電還未建設鐵路線至名古屋內，就算國有鐵道（當時由鐵道省營運）路線在四日市站至津站之間需要繞過龜山站（繞道長8公里），加上需要在龜山站改變列車行車方向（折返式路線），仍然國鐵能夠從名古屋直通至伊勢而受到好評。
在1938年（昭和13年）6月，伊勢電被合併至參宮急行電鐵（參急）的其子公司關西急行電鐵（關急電）桑名站至關急名古屋站（現時：近鐵名古屋站）之間開業。當時開設了直通特急列車，行走於名古屋站至大神宮前站之間，需時1小時50分，使國鐵的列車一度不利。在4年後的1942年（昭和17年）8月，參急與關急電等公司合併，並改名為關西急行鐵道（關急）。當時同公司的伊勢線（前伊勢電 桑名站 - 江戶橋站 - 新松阪站 - 大神宮前站之間的路線中，江戶橋站 - 新松阪站 - 大神宮前站之間當時稱為伊勢線）新松阪站至大神宮前站之間，會與前參急的名古屋線、山田線（江戶橋站 - 伊勢中川站 - 宇治山田站之間）進行競爭。在太平洋戰爭期間，由於需要大量鐵材以作軍用，因此伊勢線成為不要不急線而廢除。由於當時名古屋線與山田線的軌距相異，因此使用關急來往名古屋至伊勢之間的乘客需要在伊勢中川站轉乘，使乘坐省線會比較方便。
後來，隨著戰況惡化。於1943年（昭和18年）2月，「準急列車」被廢除。雖然如此，東京至伊勢之間的直通列車，直至戰敗後的1946年（昭和21年）前仍然運行，以繼續運送參拜客前往伊勢神宮參拜。

#### 戰後
在1950年（昭和25年）10月，新設行走於東京站至鳥羽之間的直通列車（在戰後變為急行列車，該列車與前往湊町站（現時名為JR難波站）的列車結併。後來分離各自獨立行走時，前往鳥羽的列車被命名為「伊勢」），以及行走於名古屋站至鳥羽站之間的快速列車。快速列車在名古屋站至山田站之間的行車時間為2小時14至18分，與戰前的速度差不名。上述提及由於乘坐近鐵需要在伊勢中川站轉乘，因此這個快速列車比較方便乘客，並受到好評。
在1959年（昭和34年），名古屋線與山田線改軌距。同年12月，暫定開設行走於名古屋至宇治山田之間的直通列車班次。該列車雖然不需要繞經龜山站，但是近鐵的車站不靠近二見浦，加上近鐵線不能直達鳥羽，前往志摩方向的乘客也需要轉乘三重交通的巴士路線，因此在整體上不方便乘客。
在1966年（昭和41年）3月，行走於名古屋站至鳥羽站之間的快速列車由使用蒸氣機車牽引客車列車變為使用柴油列車，同時升級至急行列車。該急行被命名為「五十鈴」，共有2個往返班次，行走於岐阜站、名古屋站至鳥羽站之間。但是，行車時間與車內設備相比快速列車時代分別不大，而乘客需要另外支付急行費用。在近鐵方面，當時設有特急和急行列車班次，每30至60分鐘一班，以班次頻密取勝。於是在1968年（昭和43年）10月，「五十鈴」被廢除了。在當初升級至急行的時候，「五十鈴」與客車快速列車時代一樣，也是5卡編成，但是在「五十鈴」廢除前一刻，只有2卡編成行走，並且只有二等自由席車廂。在那個時候，「伊勢」被改名為「紀伊」（與行走於東京站至紀伊勝浦站、天王寺站之間的編成結併運輸）。
在1972年（昭和47年）3月，「紀伊」前往鳥羽的編成廢除。使從名古屋前往參宮線的直通優等、快速列車一度被消滅。在名古屋站至松阪站之間的優等列車中，當時設有直通至紀勢本線的特急「南紀」，「南紀」的車費、班次密度、車輛方面與近鐵特急相差較大。只此，當時不論是來往名古屋至伊勢的乘客，來往名古屋至紀勢本線方向（尾鷲、熊野市等）與名古屋站至松阪站之間的乘客多數會使用近鐵線。
在國鐵分割民營化後，JR成立。隨後在1990年（平成2年）3月，JR東海開設了行走於名古屋站至鳥羽站之間的快速「三重」，途經伊勢鐵道伊勢線，使該系統再次設有快速列車班次。受到「五十鈴」的失敗經驗後，JR決定開設快速列車。但是，在名古屋至伊勢之間的鐵路服務中，近鐵特急以班次數目方面取得壓倒性的優勢，因此為了避免與近鐵名伊特急競爭，快速「三重」在名古屋站的出發時間會避免與近鐵特急的出發時間重疊。而名古屋至桑名之間，由於JR採用特定車費，因此較多乘客會乘坐這個區間，而近鐵作出了相應對策，近鐵加開了行走於名古屋至松阪之間的急行列車（實際上是把部分伊勢中川站的急行列車延長運輸至松阪，以及改善來自上本町的列車轉乘客），以及使用5200系與L/C車等交錯座位車輛。
後來在2009年3月，JR東海實施時間表修正，日間行走於名古屋至龜山之間的普通列車升級為快速列車。名古屋至四日市之間每小時增加1班普通列車。使名古屋至四日市之間的快速（包括「三重」）與普通列車合共每小時增加2班列車。在2011年3月時間表修正中，所有「三重」定期列車以4卡編成行走。
在近鐵方面，為了JR修正時間表，便於2012年實施白紙時間表變更，所有名阪甲特急均停靠津站，使名古屋至津之間的所需時間縮短。日間以伊勢中川站為起終點站的急行全部延長至松阪站，使名古屋至松阪之間的急行班次增加。名古屋至四日市之間的急行與準急（在起點站會在急行出發後隨即出發，在終點站前會被後一班出發的急行先行到達）班次於日間每小時增加1班（實際是把毎小時2班於富吉站到發的準急轉換過來），使名古屋至桑名、四日市之間的快速列車有所增加。
在國鐵分割民營化後，參宮線內並沒有定期行走的急行與特急列車。臨時列車也要在1993年至1994年才開設，當時設有特急「鳥羽・勝浦」（參見南紀號列車），該列車行走於鳥羽至紀伊勝浦之間，並不會駛往名古屋方向。在2013年至2014年，由於舉行第62回神宮式年遷宮，使「三重」加班，部分列車以6卡編成行走。同時加設臨時的急行列車，成為民營化後首個來往名古屋至伊勢的優等列車，該急行的名稱是「伊勢」，行走於名古屋至伊勢市之間。急行「伊勢」在名古屋於早上出發，回程班次在伊勢市於下午出發，而所需時間比快速「三重」多。
在近鐵方面，為了相應JR的對策，於2010年至2013年之間翻新30000系和23000系。在2013年3月開設觀光特急「Shimakaze」。在2014年9月時間表變更中，更多日間於賢島站到發的特急班次使用30000系與23000系，同時把於宇治山田站到發的急行延長至五十鈴川站。

## 相關項目
- 近畿日本鐵道
- 東海旅客鐵道
- 西日本旅客鐵道
- 阪神電氣鐵道
- 山陽電氣鐵道
- 大阪電氣軌道
- 伊勢電氣鐵道（日语：伊勢電気鉄道）
- 奈良電氣鐵道（日语：奈良電気鉄道）
- 日本國有鐵道
- 三重號列車
- 春日號列車
- 都市網絡
- 日本列車愛稱列表
- 東海道本線優等列車沿革
- 主要時間表修正時的東海道本線優等列車（日语：主なダイヤ改正時の東海道本線優等列車）
- 東海道新幹線
- 東海道本線
- 關西本線
- 參宮線
- 奈良線
- 伊勢鐵道伊勢線
- 阪神難波線
- 阪神本線
- 山陽電氣鐵道本線

## 注腳
1. ↑  但是，在旅遊季期營運的部分不定期特急班次會繼續附有列車愛稱。例如在近畿日本鐵道宣傳課發行的月刊《近鐵》（截至2015年，於車站等地方發放的《近鐵新聞》前身）1962年4月號中，於1962年春季開設了不定期特急班次，包括了阪伊特急的「珍珠」、「島」、「磯笛」、「伊勢路」，名伊特急的「珍珠」、「濱木棉」，吉野特急的「櫻」、「夜櫻」。
2. 1 2  寺本光照. . 鉄道ピクトリアル (電気車研究会). 2018-12, (954): 128 - 141 （日语）.
3. ↑  月刊《近鐵》（近畿日本鐵道宣傳課發行）1961年5月號，p.27
4. ↑  相當於現時南大阪線、吉野線的臨時快速急行。
5. 1 2  在此以前，該班次為臨時列車，使用與甲特急的車輛行走。在該月的時間表變為正規班次。
6. ↑  近畿日本鐵道綜合企劃部編《2010 HAND BOOK》（2010年9月）中的年表提及。
7. ↑  在市面的時間表中，「珍珠」是雖一附有愛稱的列車。但是在1970年12月10日修訂的名古屋線列車運行圖表中，名阪特急（甲乙也好）會附上「名阪」，名伊甲特急會附上「珍珠」，近鐵名古屋站至賢島站之間的乙特急會附上「濱木棉」，近鐵名古屋站至鳥羽站之間的特急會附上「鳥羽」，近鐵名古屋站至宇治山田站之間的特急會附上「五十鈴」，近鐵名古屋站至松阪站之間的特急會附上「鈴鹿」，近鐵名古屋站至湯之山溫泉站之間的特急會附上「湯之山」這些列車愛稱，而列車愛稱與編號會記載在圖表中。另外，「珍珠」這個愛稱的廢除日期不明確，由日本交通公社關西分社發行的中，於1976年2月號還有「珍珠」這個愛稱，但是1978年便沒有記載。此外，在跨年通宵運輸期間，臨時開設的特急列車班次也設有愛稱。在1991年除夕，京橿特急的愛稱為「橿越」；在1993年除夕，阪伊特急的愛稱為「越年」，京伊特急的愛稱為「初詣」，這些愛稱會記載在初詣小冊子的時間表中（由近畿日本鐵道毎年發行一次）（而名伊特急與其他特急系統中並沒有列車愛稱，可是在由近畿日本鐵道公關部發行的公關文件1989年12月號中，阪伊特急、名伊特急、阪奈特急、吉野特急的愛稱為「越年」，停靠櫻井站的愛稱為「三輪」，京伊特急的愛稱為「越年」和「初詣」，京橿特急的愛稱為「橿原越年」，年初行走於大阪阿部野橋站至橿原神宮前站之間的臨時特急愛稱為「迎春」）。
8. ↑  另外，10000系的轉向架、電動馬達與控制裝置等部件均有應用在近鐵一般車輛中，包括了第一部空調車輛2680系。
9. ↑  「「22600系ACE」、来年4月1日デビュー！ （页面存档备份，存于）」(PDF)近畿日本鐵道 2008年12月11日
10. ↑  新型特急車両「16600系Ace（エース）」、6月19日デビュー！PDF -  近畿日本鐵道，2010年5月20日
11. ↑  〜「仲間が広がる、旅が深まる」プレミアムトレインの誕生〜 近鉄特急をクラブツーリズム専用列車に改造し、12月23日から運行開始！ 〜旅行会社専用列車としては国内初！〜PDF - 近畿日本鐵道・Club Tourism 2011年10月7日
12. ↑  志摩西班牙村在2012年起不再舉辦倒數活動。年末年始の営業時間について （页面存档备份，存于）（日語） 志摩西班牙村官方網站，2012年1月2日參閲
13. ↑  近鉄、新型特急投入へ　客１万人に調査、意見反映 Archive.today的存檔，存档日期2012-07-22 - 中日新聞 2010年1月21日
14. ↑  新型観光特急平成25年春デビュー！PDF（近畿日本鐵道 2011年7月1日）
15. ↑  伊勢志摩サミット開催に伴う運転休止について （页面存档备份，存于）（日語） 近鐵 2016年4月15日
16. ↑  「賢島の規制開始5月21日で調整」中日新聞2016年3月29日 晨刊，10版1頁
17. ↑   (新闻稿). 三重県. 2016-04-26  [2016-05-26]. （原始内容存档于2016-06-29） （日语）.
18. ↑   (PDF) (新闻稿). 近畿日本鉄道株式会社. 2018-01-18  [2018-01-18]. （原始内容存档 (PDF)于2021-06-30） （日语）.
19. ↑   (PDF) (新闻稿). 近畿日本鉄道. 2020-10-13  [2021-1-11]. （原始内容存档 (PDF)于2021-01-12） （日语）.
20. ↑   (PDF) (新闻稿). 近畿日本鉄道. 2021-1-8  [2021-1-11]. （原始内容存档 (PDF)于2021-01-25） （日语）.
21. ↑  「一流ホテル並みサービス」半世紀以上も運行、近鉄特急が静かに引退 （页面存档备份，存于）讀賣新聞Online(2021年2月12日)2021年2月15日參閲
22. ↑  土・休日に運転する特急列車の一部運休について （页面存档备份，存于）近畿日本鐵道株式會社(2021年8月25日)10月2日參閲
23. ↑  運休しているすべての特急列車の運転を再開します （页面存档备份，存于）近畿日本鐵道株式會社(2021年9月22日)10月2日參閲
24. ↑  延期していた「ありがとう12200系特急ラストラン乗車ツアー」を2021年11月20日（土）に実施します （页面存档备份，存于）近畿日本鐵道株式會社(2021年10月4日)11月20日參閲
25. ↑   (PDF) (新闻稿). 近畿日本鐵道. 2018-05-15  [2018-05-15]. （原始内容存档 (PDF)于2023-01-08） （日语）.
26. ↑  近鉄、夢洲へ直通検討＝奈良・名古屋方面から－２５年万博 （页面存档备份，存于）（日語） - 乗りものニュース。2019年1月19日發布，同年10月15日參閲。
27. ↑  奈良―夢洲に直通特急構想　近鉄、万博の出遅れ防ぐ （页面存档备份，存于） - 日本經濟新聞。2019年1月21日20時30分發布，同年10月15日參閲
28. ↑  ２０２２年４月２９日に大阪～奈良～京都を結ぶ観光特急「あをによし」がデビュー！  （页面存档备份，存于）近畿日本鐵道株式會社(2021年10月8日)11月20日參閲
29. ↑  . 鉄道ジャーナル (鉄道ジャーナル社). 1987-01, 21 (1): 51 （日语）.
30. ↑  從京都出發的班次中，兩班途經內宮前前往伊勢市站前，另外兩班則不途經內宮前前往伊勢市站前。從伊勢出發的班次中，兩班從內宮前出發途經伊勢市站前前往京都，兩班則從伊勢市站前出發，不途經內宮前前往京都。在路線上有少許分別。
31. ↑  當中1班途經內宮前。
32. ↑  在1968年（昭和43年）10月修正中，上行1班「春日」列車在奈良至湊町之間會降級為快速列車。
33. ↑  観光列車 臨時急行「いせ」号｜GO!観光列車でGO!! （页面存档备份，存于）（日語） - JR東海

### 主要參考文獻
- （作者 田淵仁，出版、發行 JTB）ISBN 4533051715
- （作者 田淵仁，出版、發行 JTB）ISBN 4533054161
- （作者 宮脇俊三（日语：宮脇俊三）、原口隆行（日语：原口隆行），出版、發行 JTB） ISBN 4533028721
- （作者 原口隆行，出版、發行 JTB） ISBN 4533038697
- （作者 須田寬（日语：須田寬），出版、發行 JTB） ISBN 4533050573
- （作者 德田耕一（日语：徳田耕一），出版、發行 河出書房新社）ISBN 4309224199
- （作者 寺本光照（日语：寺本光照），出版、發行 中央書院）ISBN 4887320930
- （作者 木本正次（日语：木本正次），出版、發行 學陽書房（日语：学陽書房））ISBN 4313830693
- （作者 木本正次，出版、發行 學陽書房）ISBN 4313830707
- （作者 JTB，出版、發行 JTB）
  - 戰前、戰中編 ISBN 4533033938
  - 戰後編1 ISBN 4533033946
  - 戰後編2 ISBN 4533034632
  - 戰後編4 ISBN 4533035809
  - 昭和後期編 ISBN 4533037259
- （作者 寺本光照、林基一，出版、發行 J‧R‧R）
- （作者 JTB，出版、發行 JTB）
- （作者 交通新聞社（日语：交通新聞社），出版、發行 交通新聞社）
- （作者 近畿日本鐵道，出版、發行 近畿日本鐵道）
- （作者 日本交通公社，出版、發行 日本交通公社）1987年後被廢刊
- （作者 電氣車研究會，出版、發行 電氣車研究會）
- （作者 電氣車研究會，出版、發行 電氣車研究會）